# Tổng thống Brasil
Tổng thống Brasil, danh xưng chính thức là Tổng thống Cộng hòa Liên bang Brasil (tiếng Bồ Đào Nha: Presidente da República Federativa do Brasil) hoặc đơn giản là Tổng thống Cộng hòa (tiếng Bồ Đào Nha: Presidente da República), là nguyên thủ quốc gia và người đứng đầu chính phủ Brasil. Theo Hiến pháp Brasil, tổng thống cũng là lệnh tối cao các lực lượng vũ trang Brasil. Chế độ tổng thống được thiết lập vào năm 1889, theo công bố của nước cộng hòa trong một cuộc đảo chính quân sự đảo chính lật đổ Hoàng đế Dom Pedro II của Brasil. Kể từ đó, Brasil đã có sáu bản hiến pháp, hai chế độ độc tài và ba thời kỳ dân chủ. Trong những giai đoạn dân chủ, bầu cử đã luôn là yêu cầu bắt buộc. Hiến pháp Brasil năm 1988, cùng với những tu chính hiến pháp, thiết lập các yêu cầu, quyền hạn và trách nhiệm của tổng thống, cũng như thời hạn của chức vụ và phương pháp của cuộc bầu cử.

## Bầu cử

### Tiêu chuẩn yêu cầu
Theo Hiến pháp năm 1988, tổng thống phải là một công dân Brasil sinh ra ở Brasil, ít nhất là 35 tuổi, là một cư dân ở Brazil, là một cử tri, có tất cả các quyền bầu cử, và được ghi trong một chinh đảng người nằm ngoài danh sách này không được làm ứng viên.

### Nhiệm kỳ
Nhiệm kỳ tổng thống Brasil là bốn năm. Thời hạn hiện tại của nhiệm kỳ tổng thống đã được thông qua vào năm 1994 thông qua một tu chính án hiến pháp (tu chính án số 5). Từ 1889 đến 1937 và một lần nữa từ 1945 đến 1997, tổng thống đã bị cấm tái tranh cử. Tuy nhiên, vào năm 1997, tu chính án 16 cho phép một tổng thống được bầu lại một số lần, nhưng không quá hai nhiệm kỳ liền kề nhau. Một cựu Tổng thống, ngay cả những người đã phục vụ hai nhiệm kỳ liên tiếp, có thể trở thành một ứng cử viên cho chức tổng thống một lần nữa, miền là vị tổng thống này không phải là một ứng cử viên trong thời gian bốn năm ngay lập tức sau hai nhiệm kỳ liên tục vừa xong của mình.

## Các tổng thống

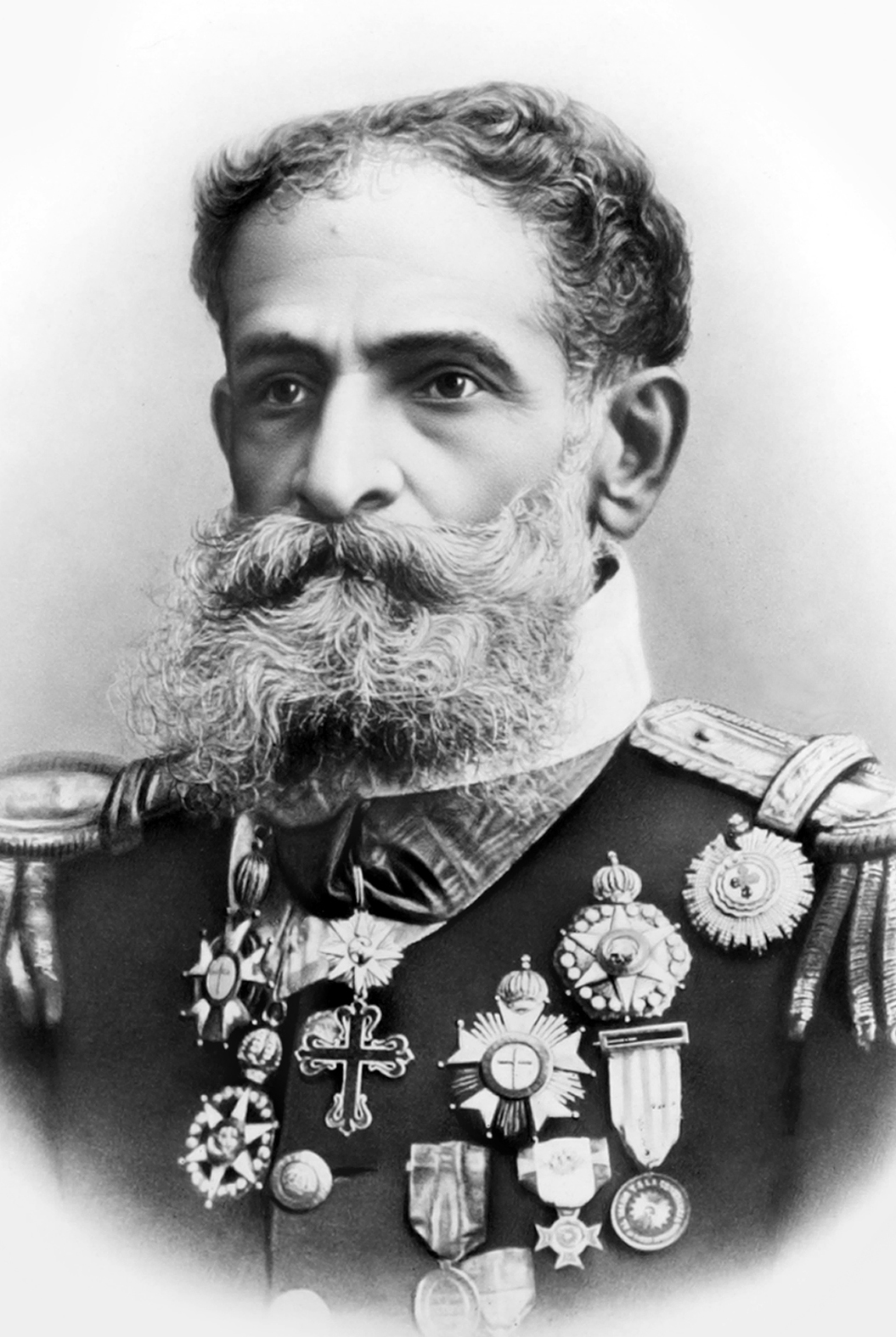
1stDeodoro da Fonseca1889–1891
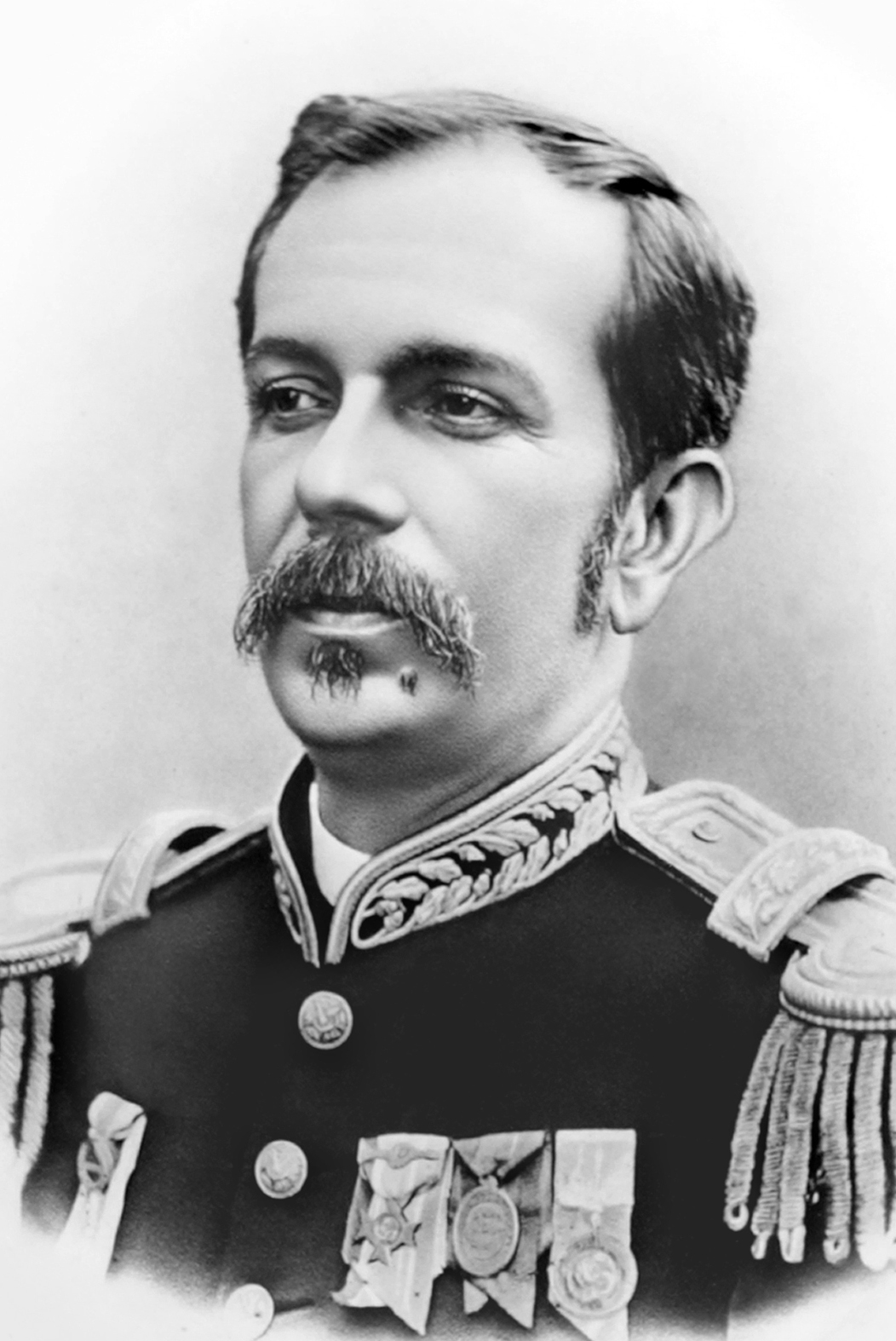
2ndFloriano Peixoto1891–1894
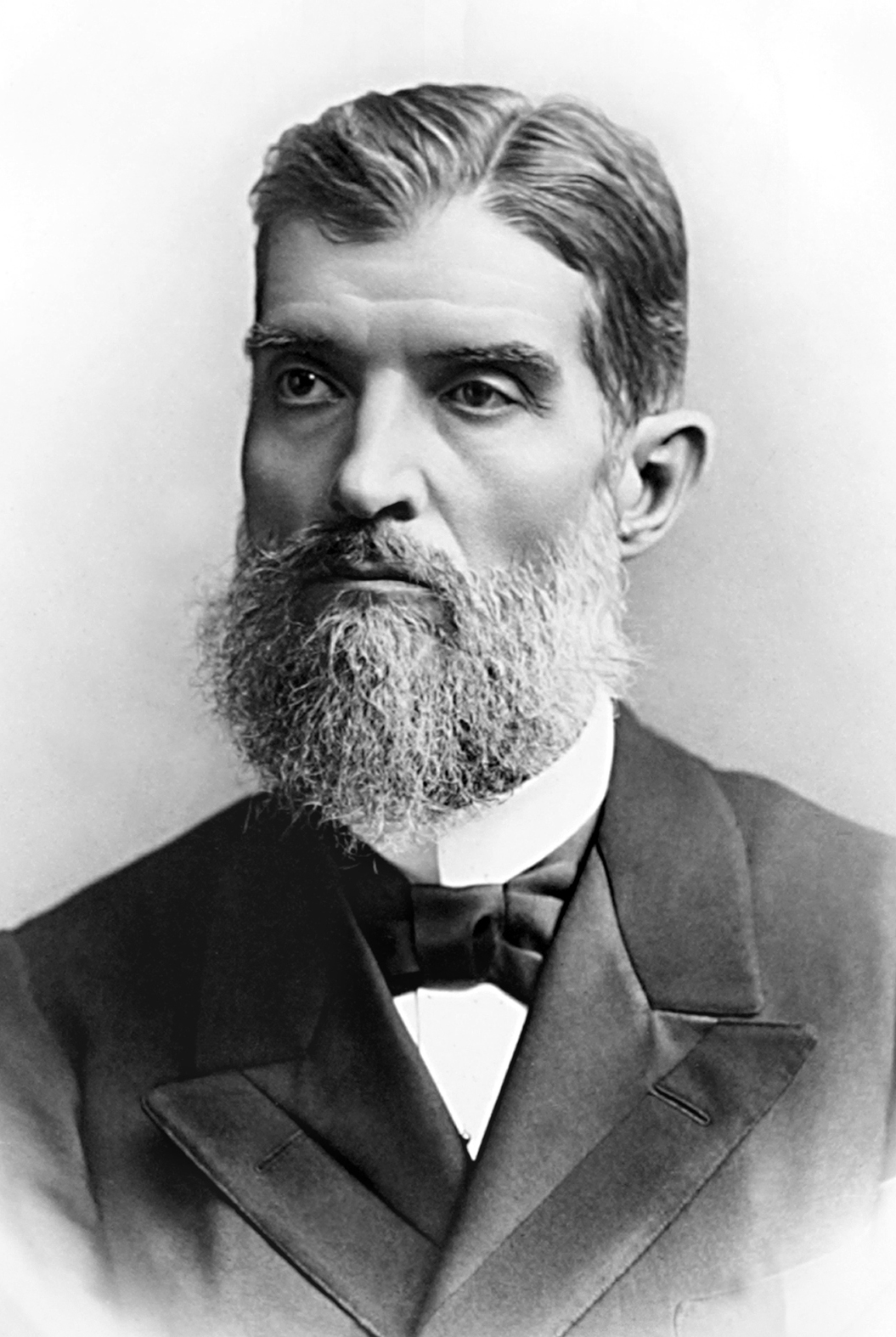
3rdPrudente de Morais1894–1898
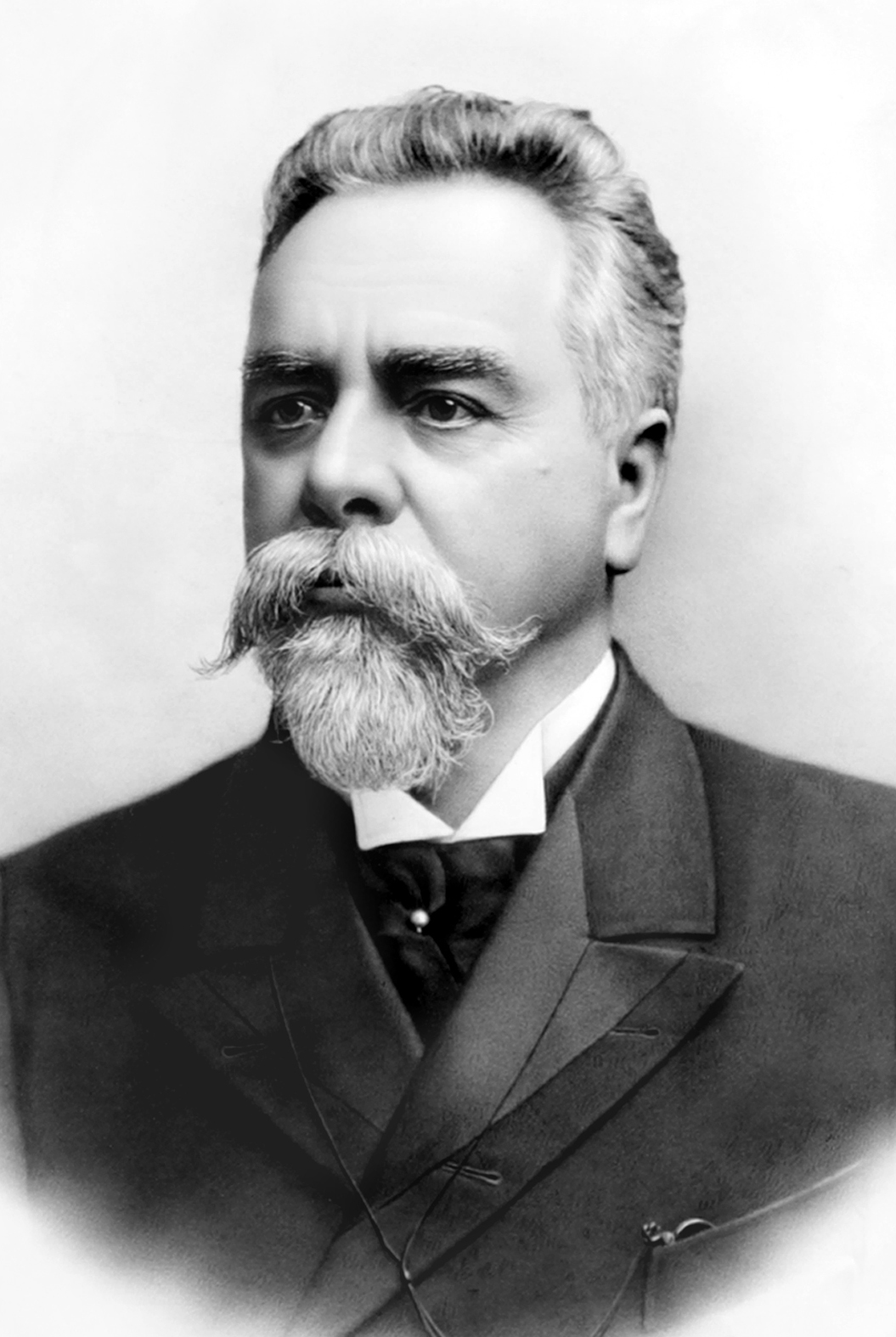
4thCampos Sales1898–1902
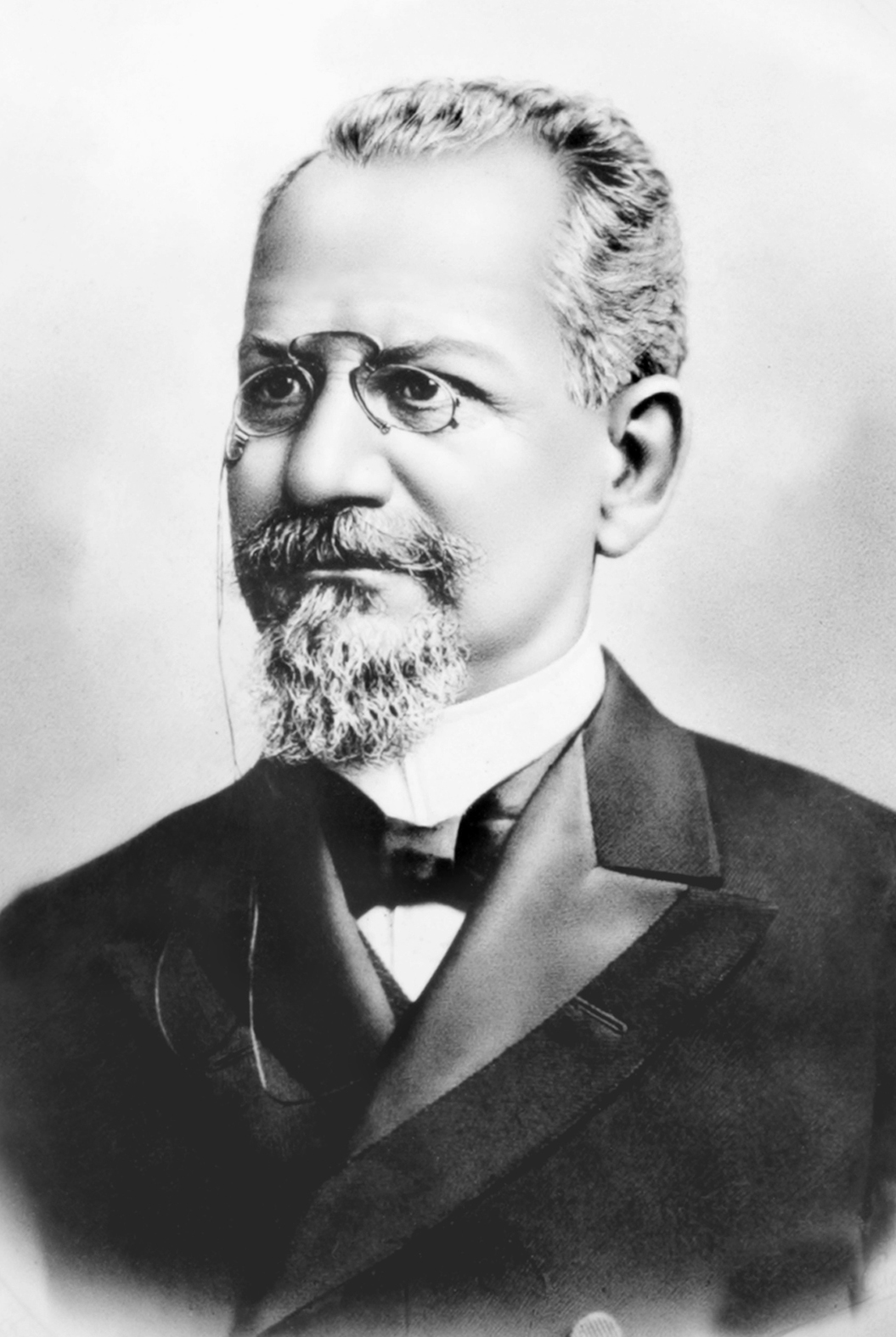
5thRodrigues Alves1902–1906
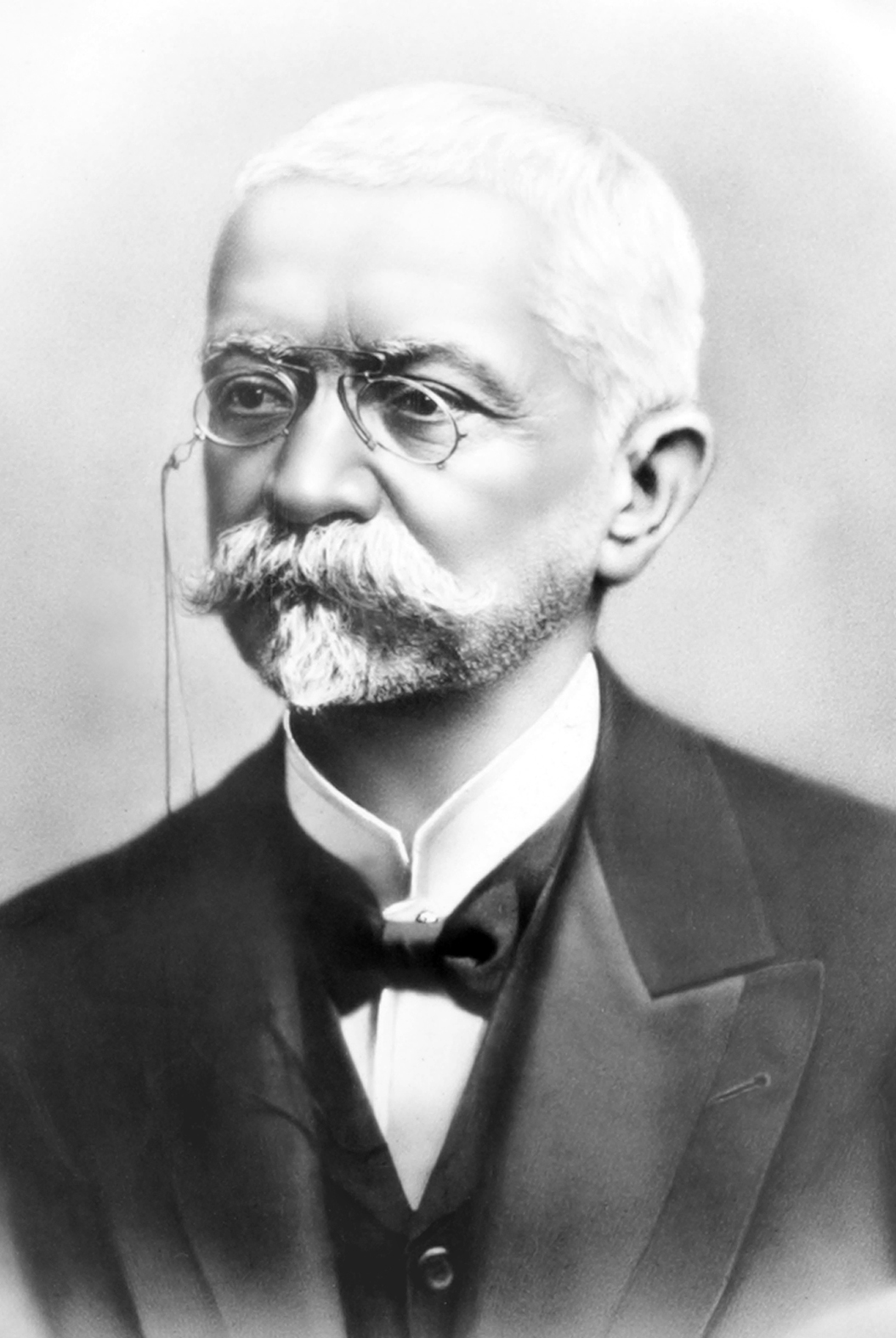
6thAfonso Pena1906–1909
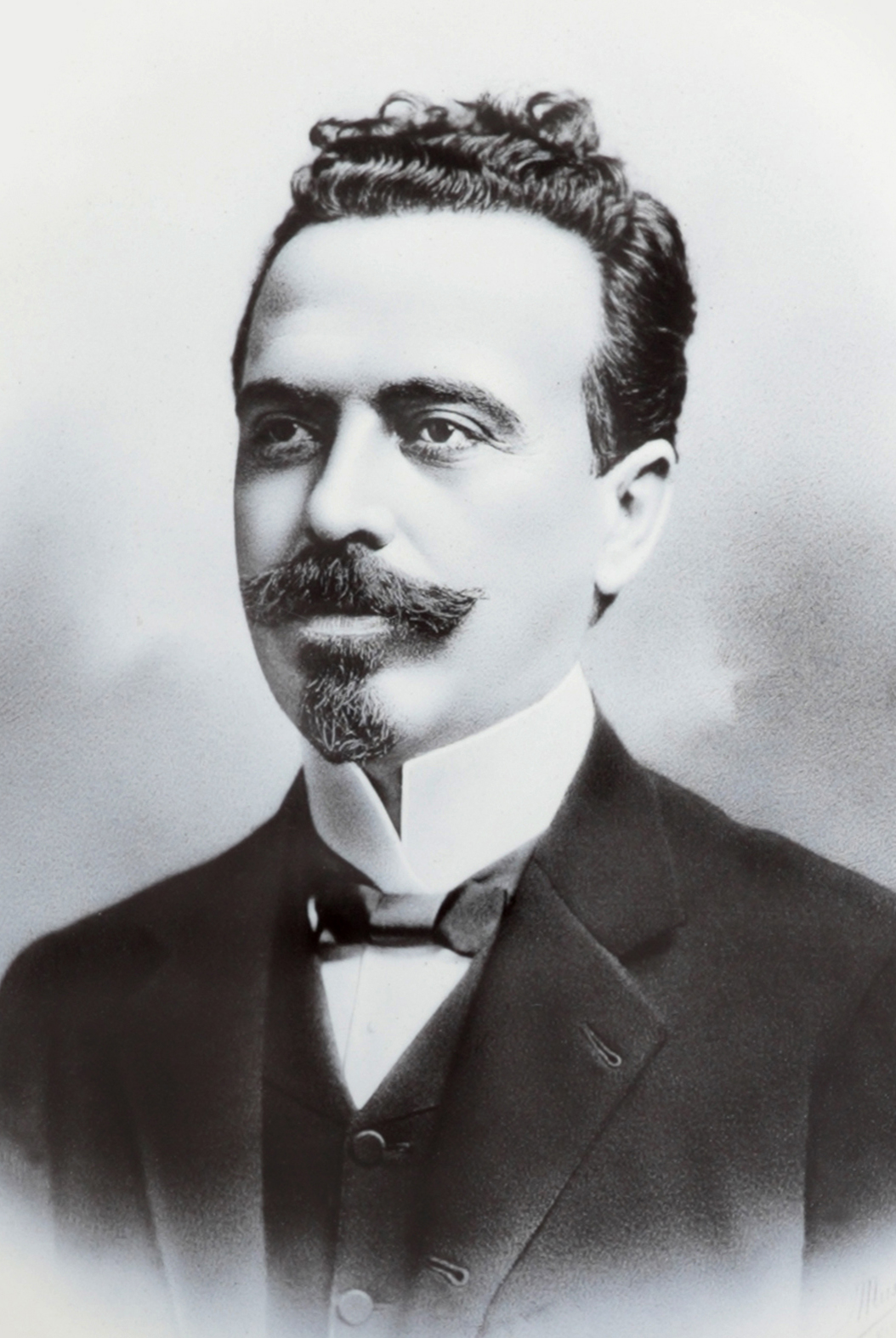
7thNilo Peçanha1909–1910
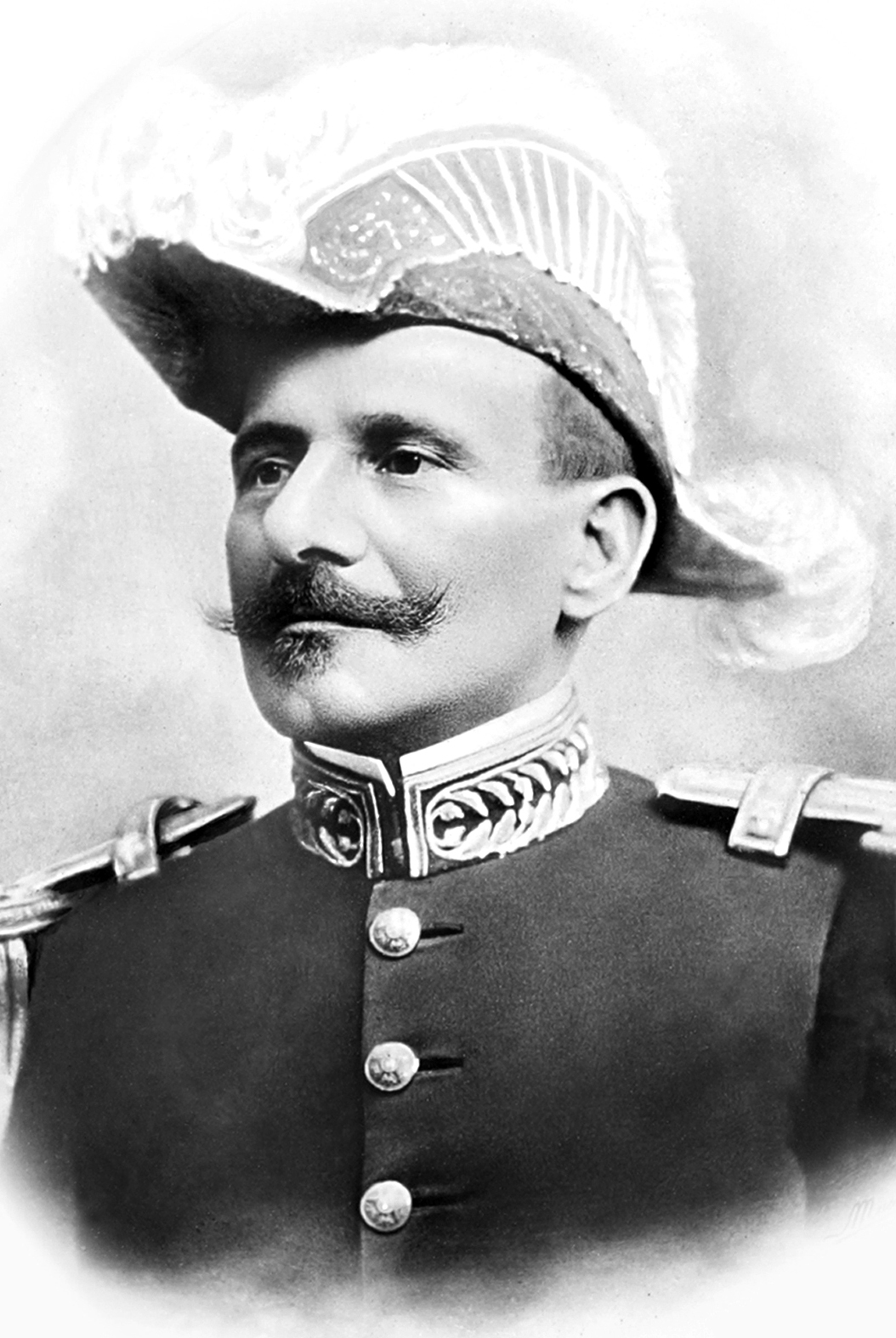
8thHermes da Fonseca1910–1914
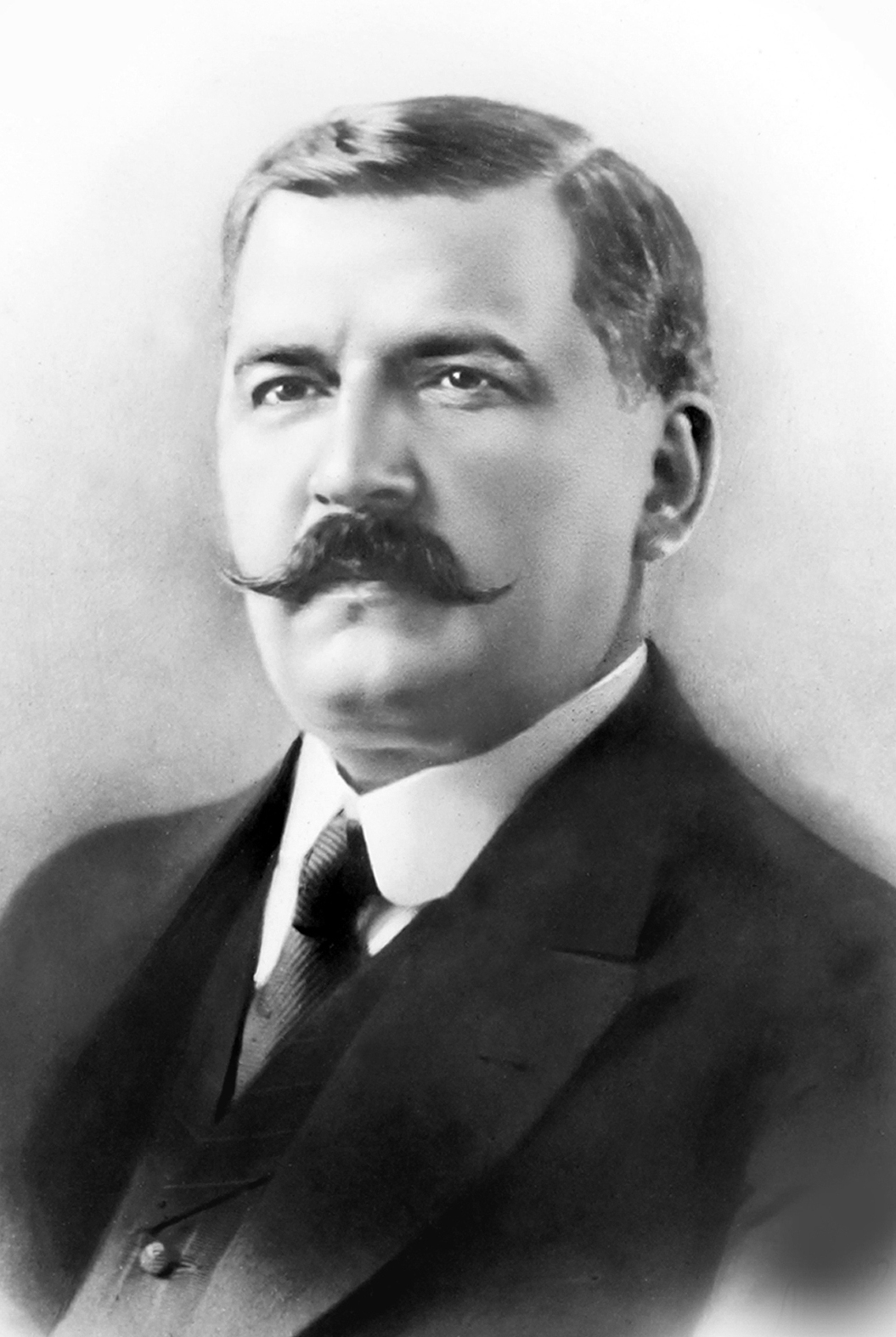
9thVenceslau Brás1914–1918
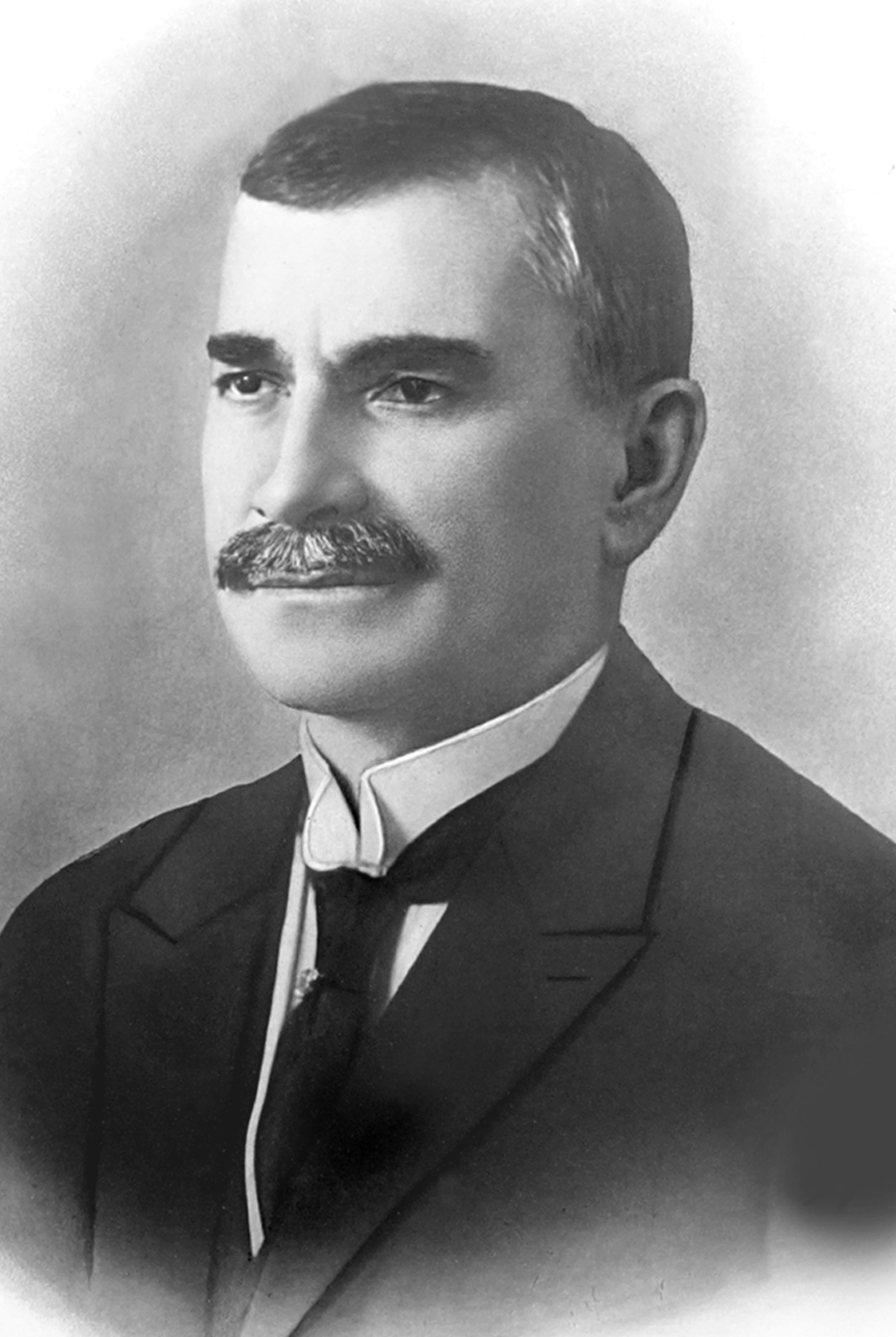
10thDelfim Moreira1918–1919
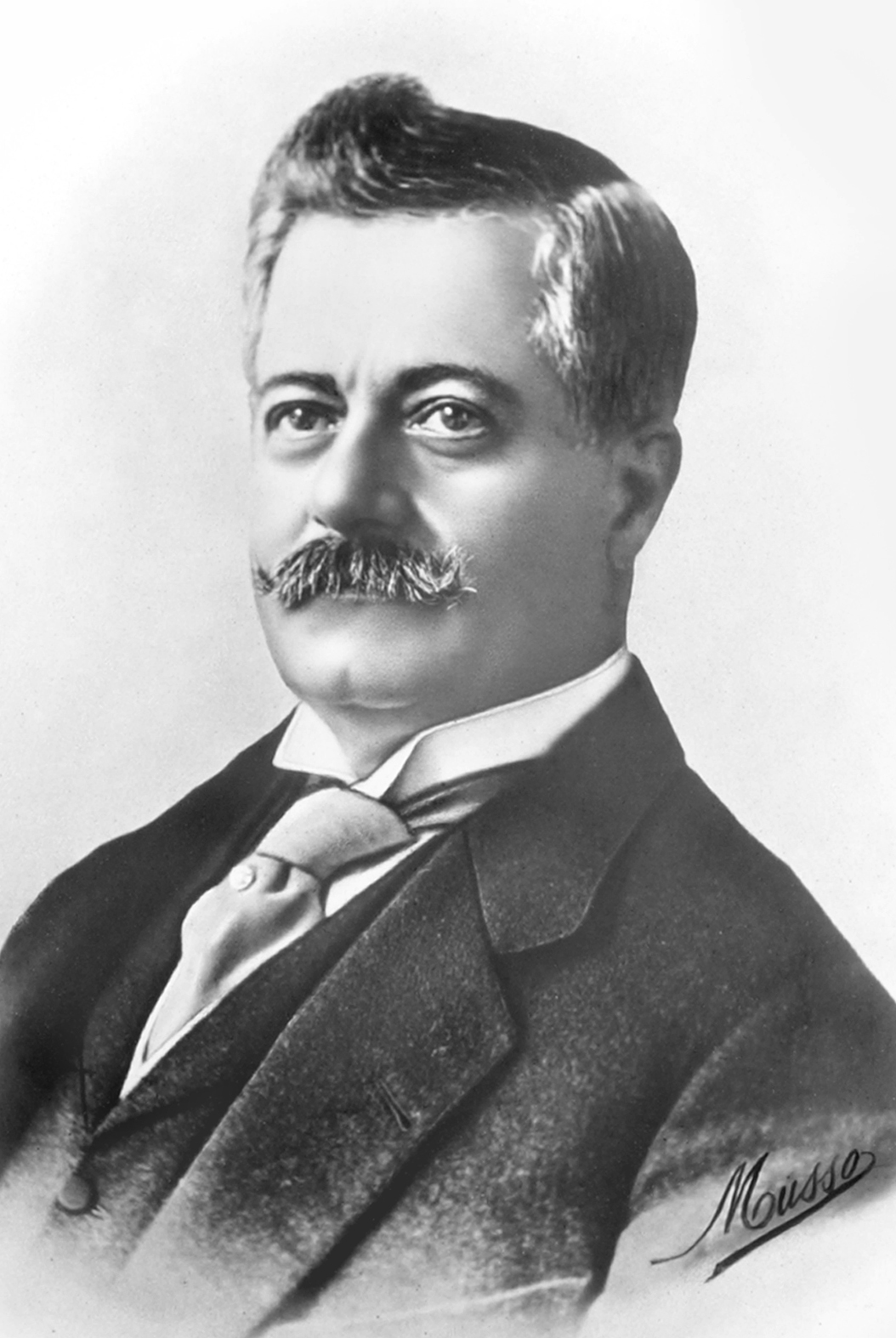
11thEpitácio Pessoa1919–1922
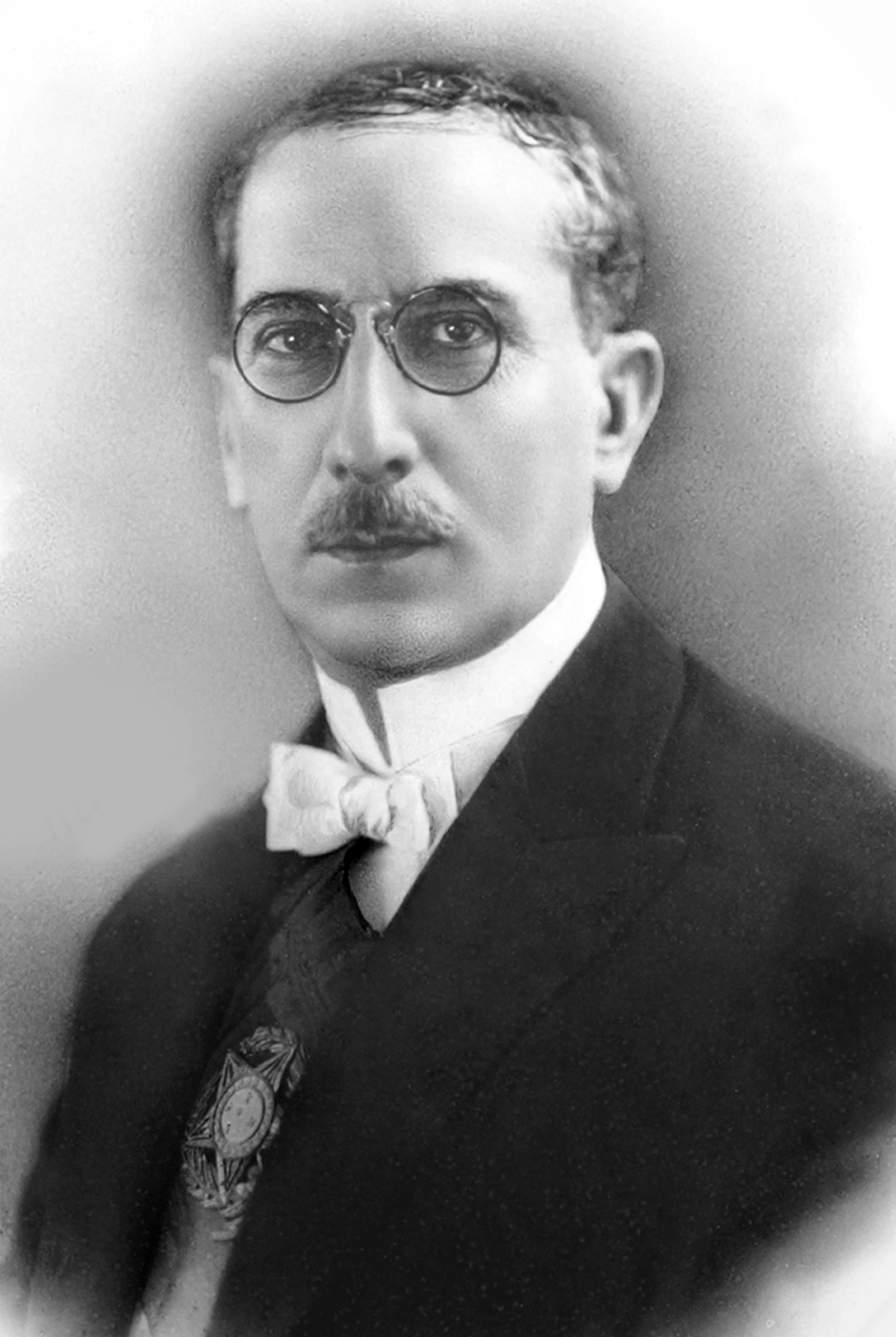
12thArtur Bernardes1922–1926
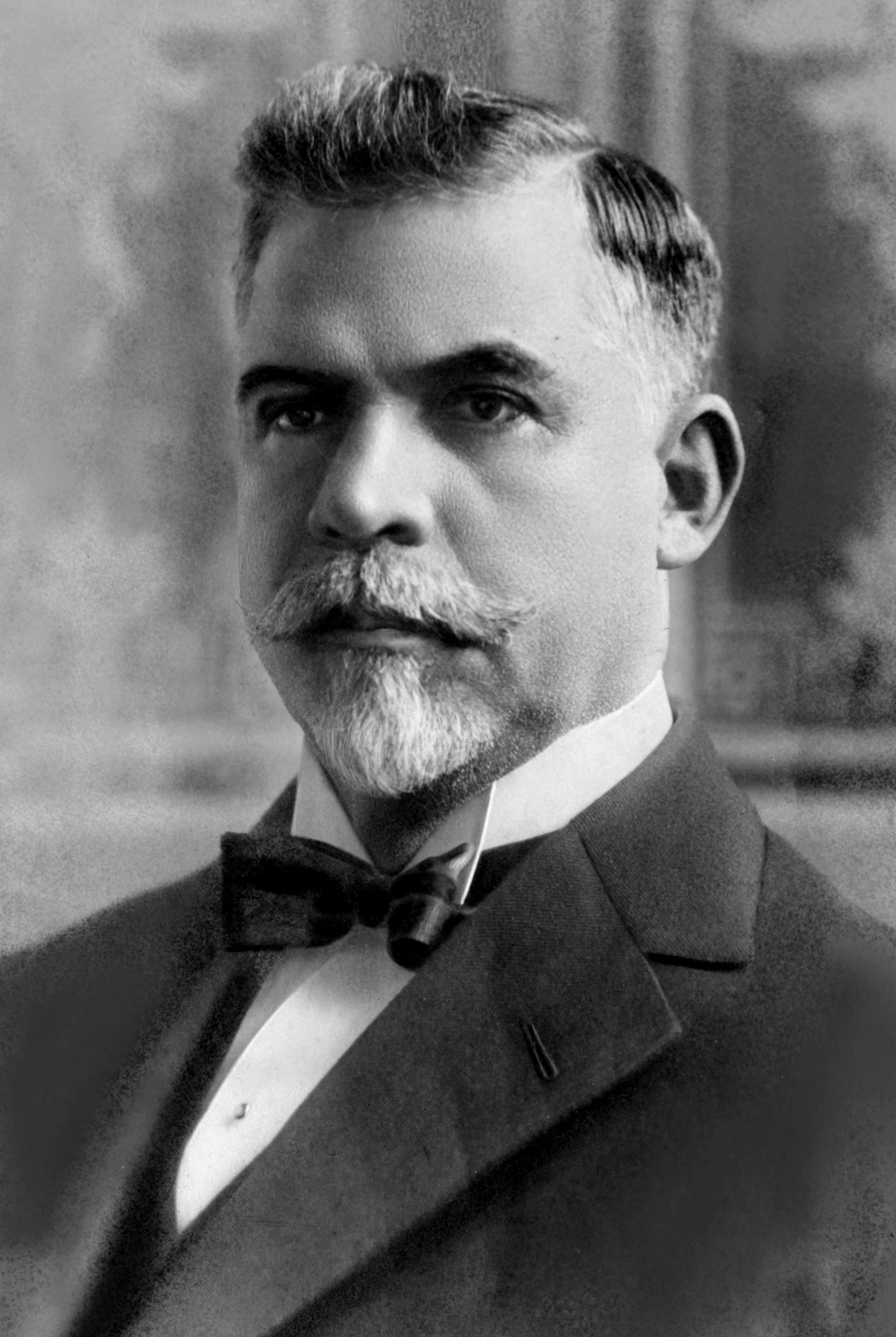
13thWashington Luís1926–1930
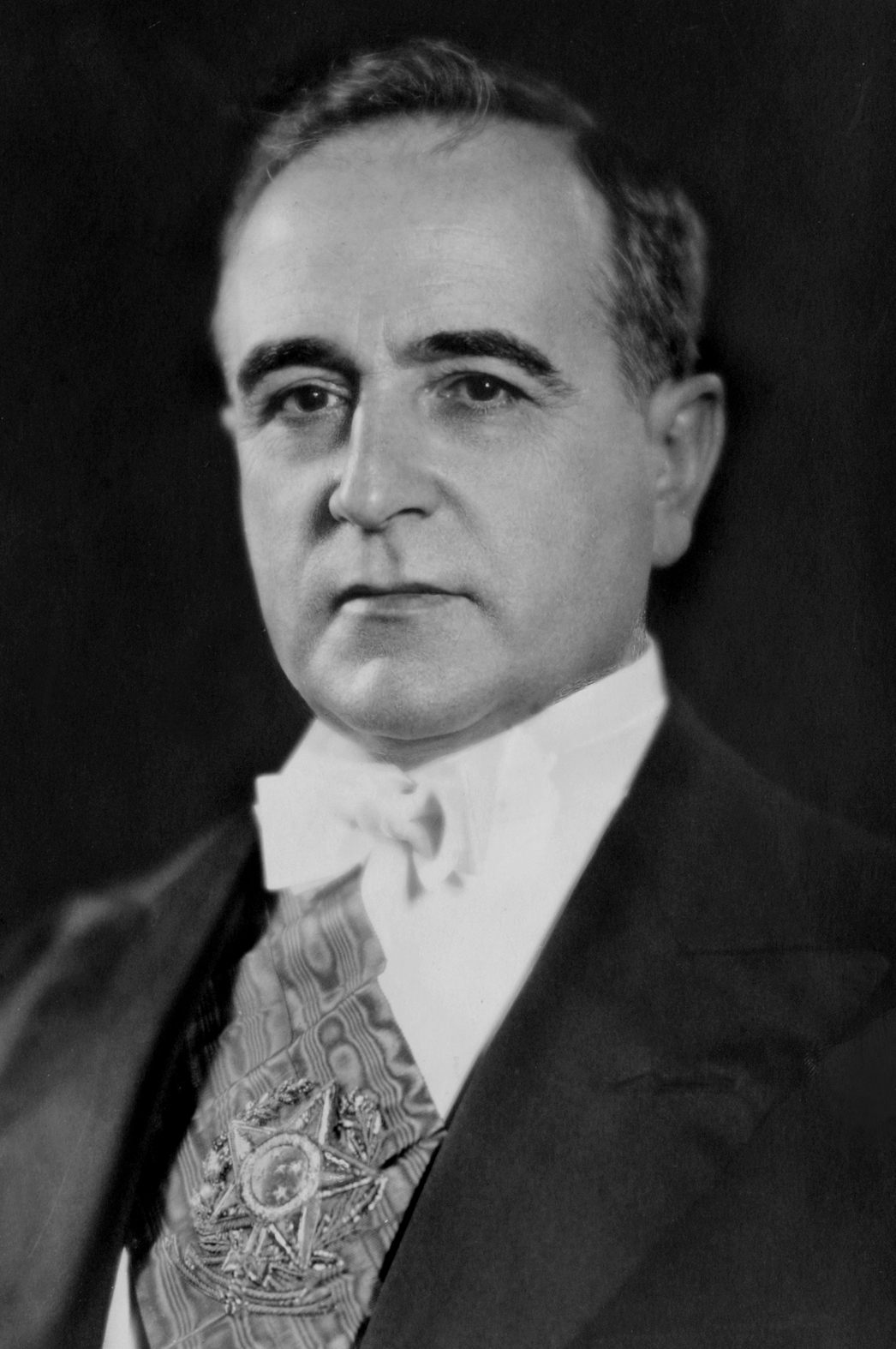
14thGetúlio Vargas1930–1945
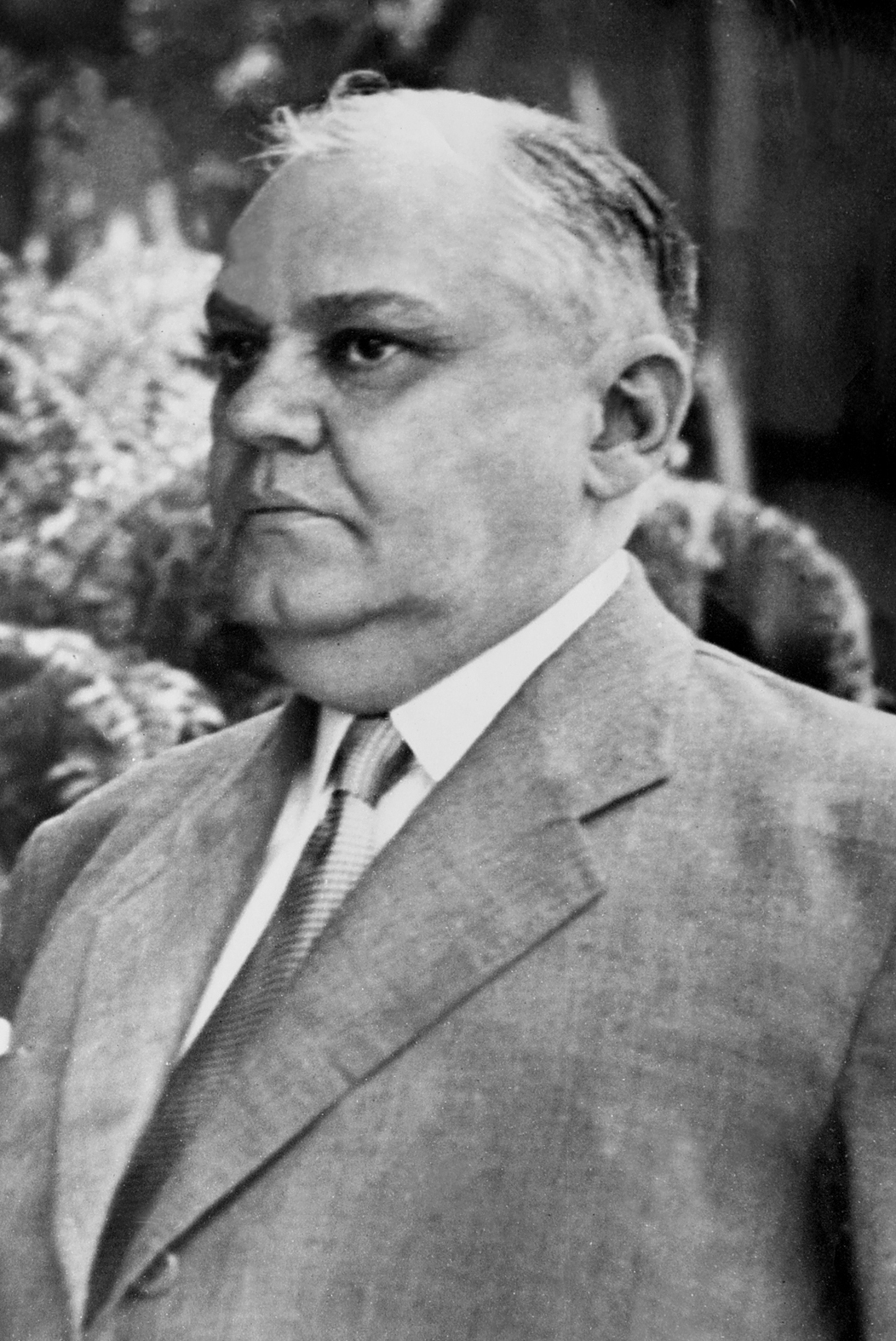
15thJosé Linhares1945–1946
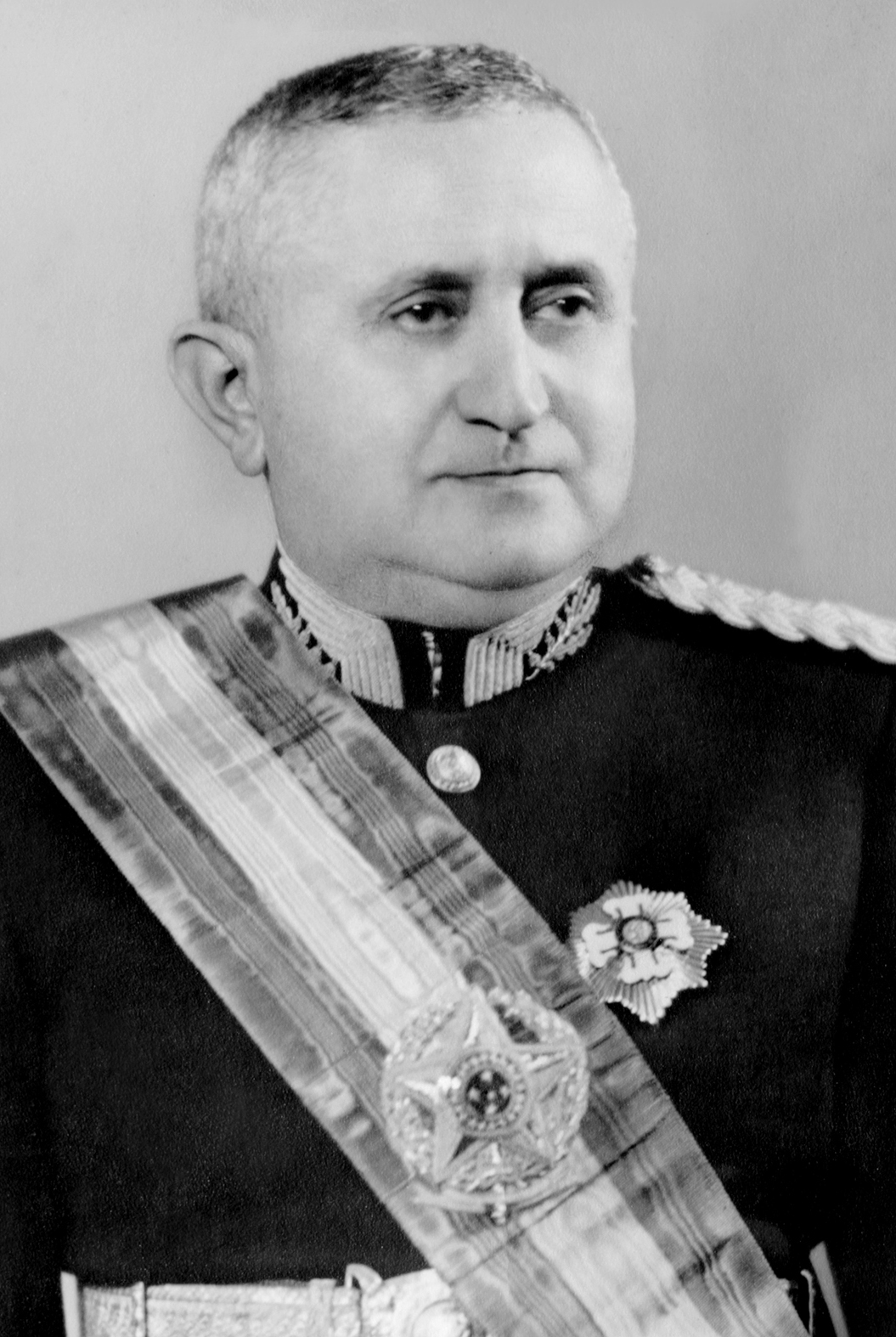
16thEurico Gaspar Dutra1946–1951
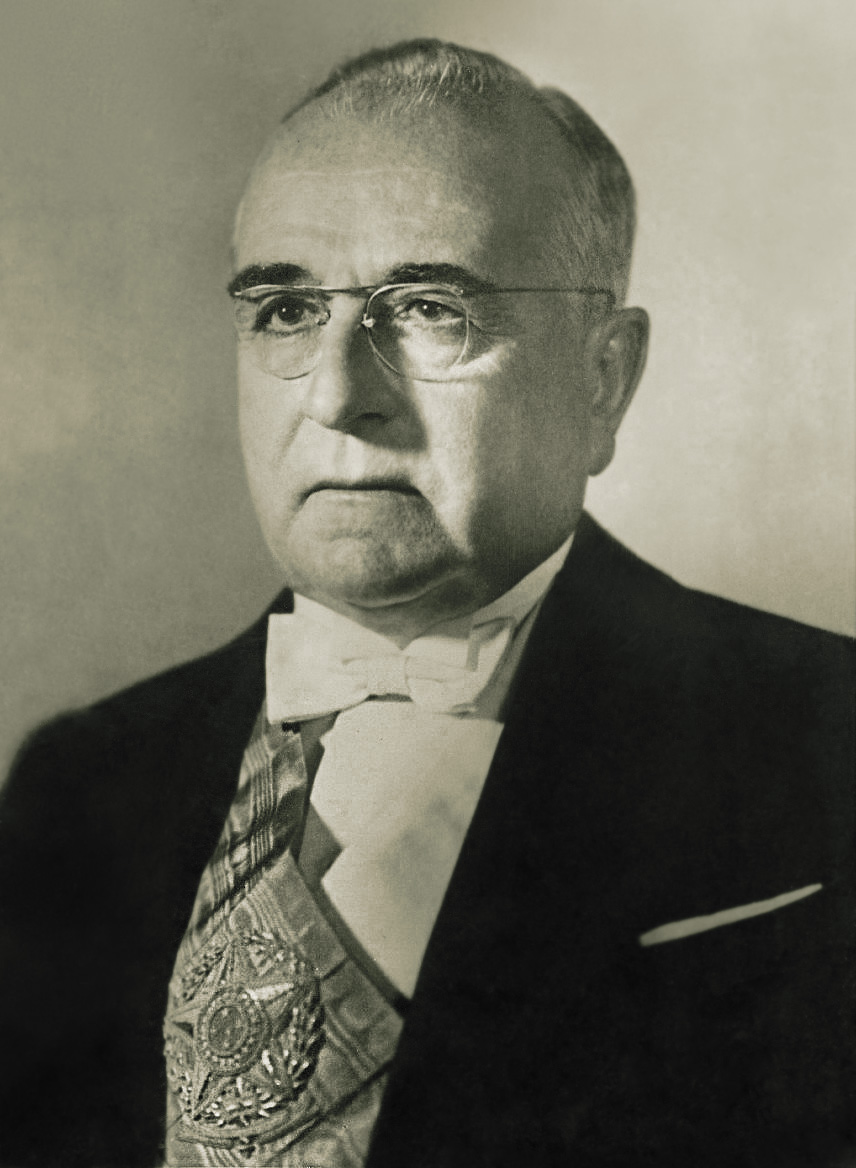
17thGetúlio Vargas1951–1954
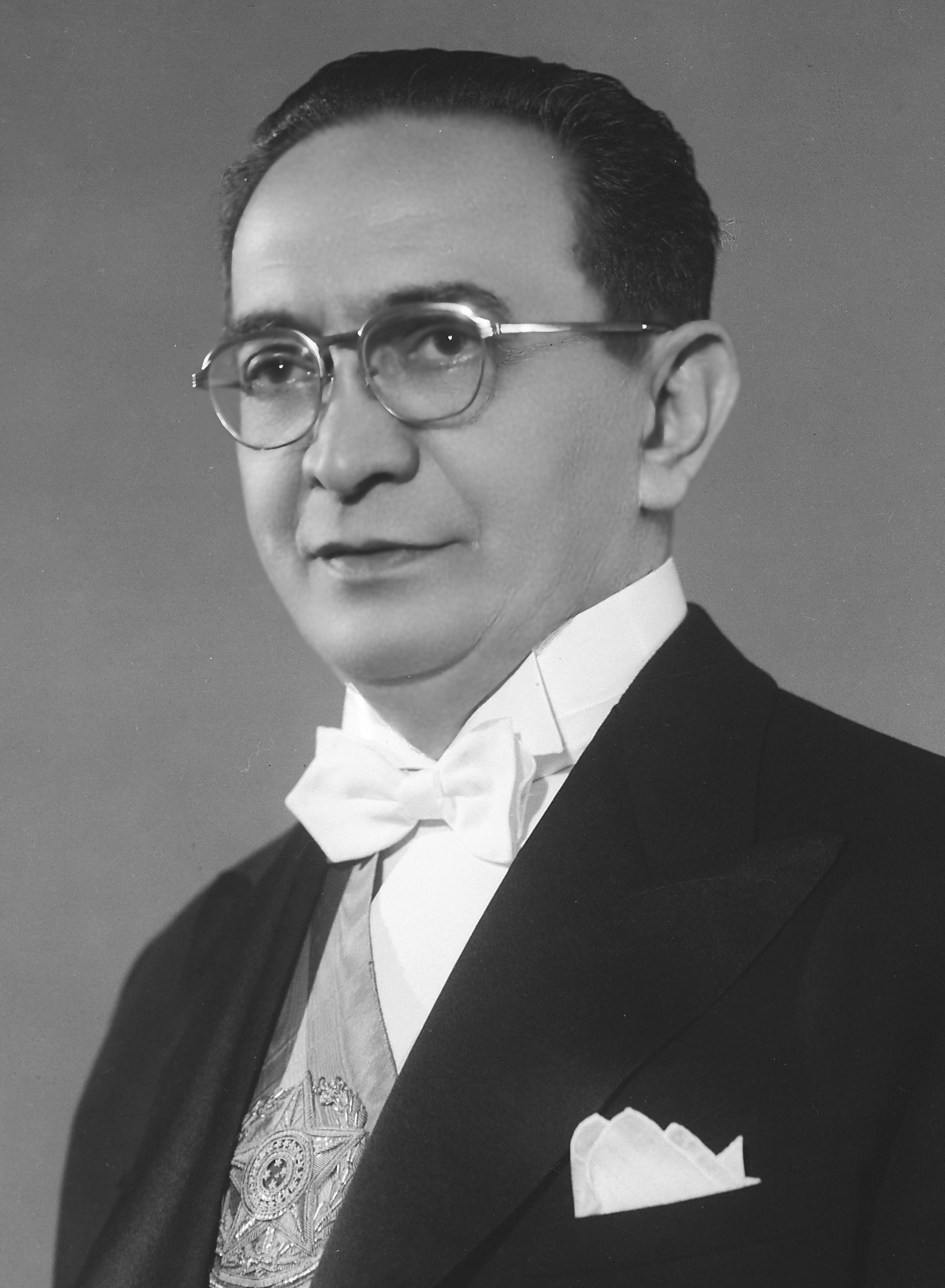
18thCafé Filho1954–1955
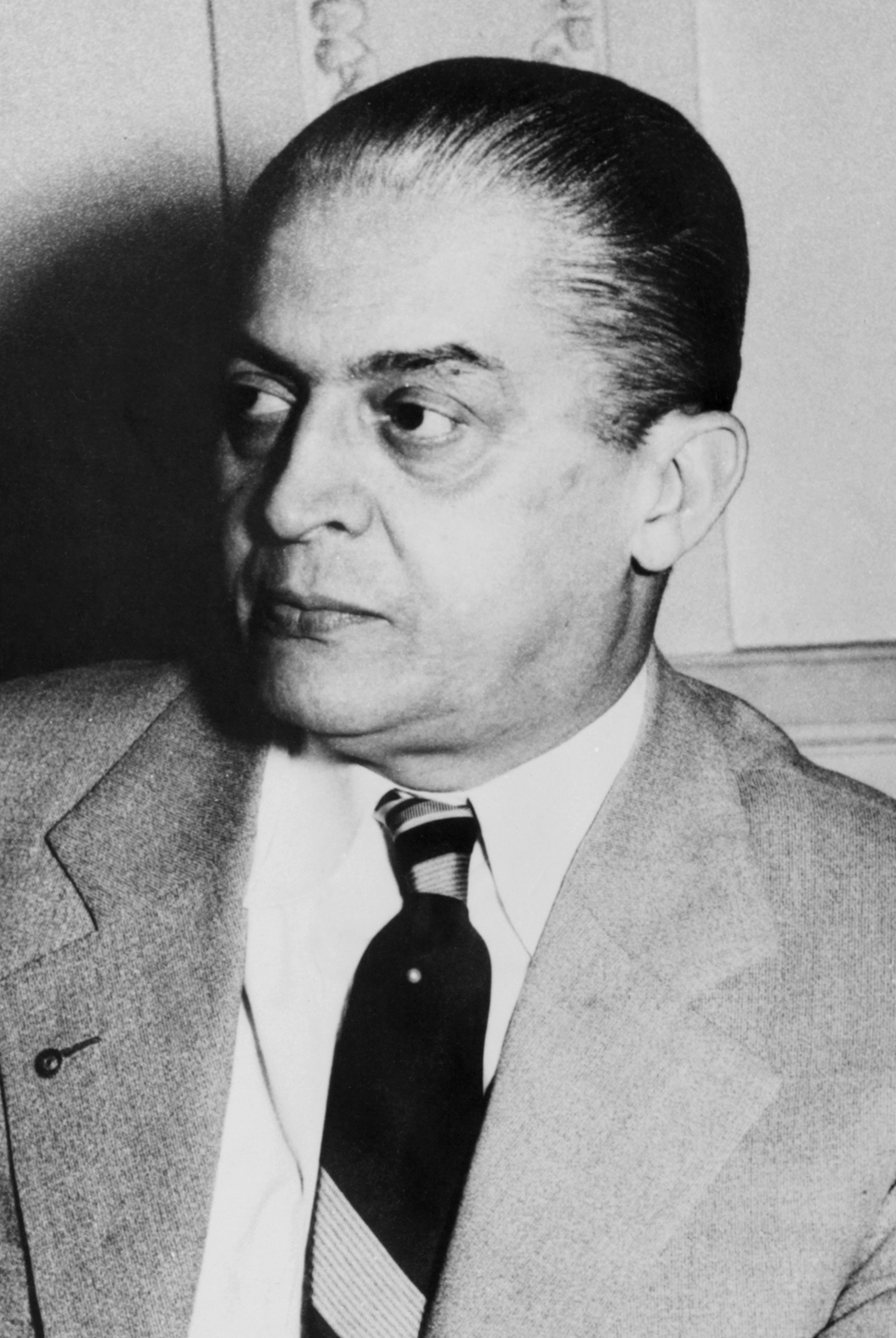
19thCarlos Luz1955
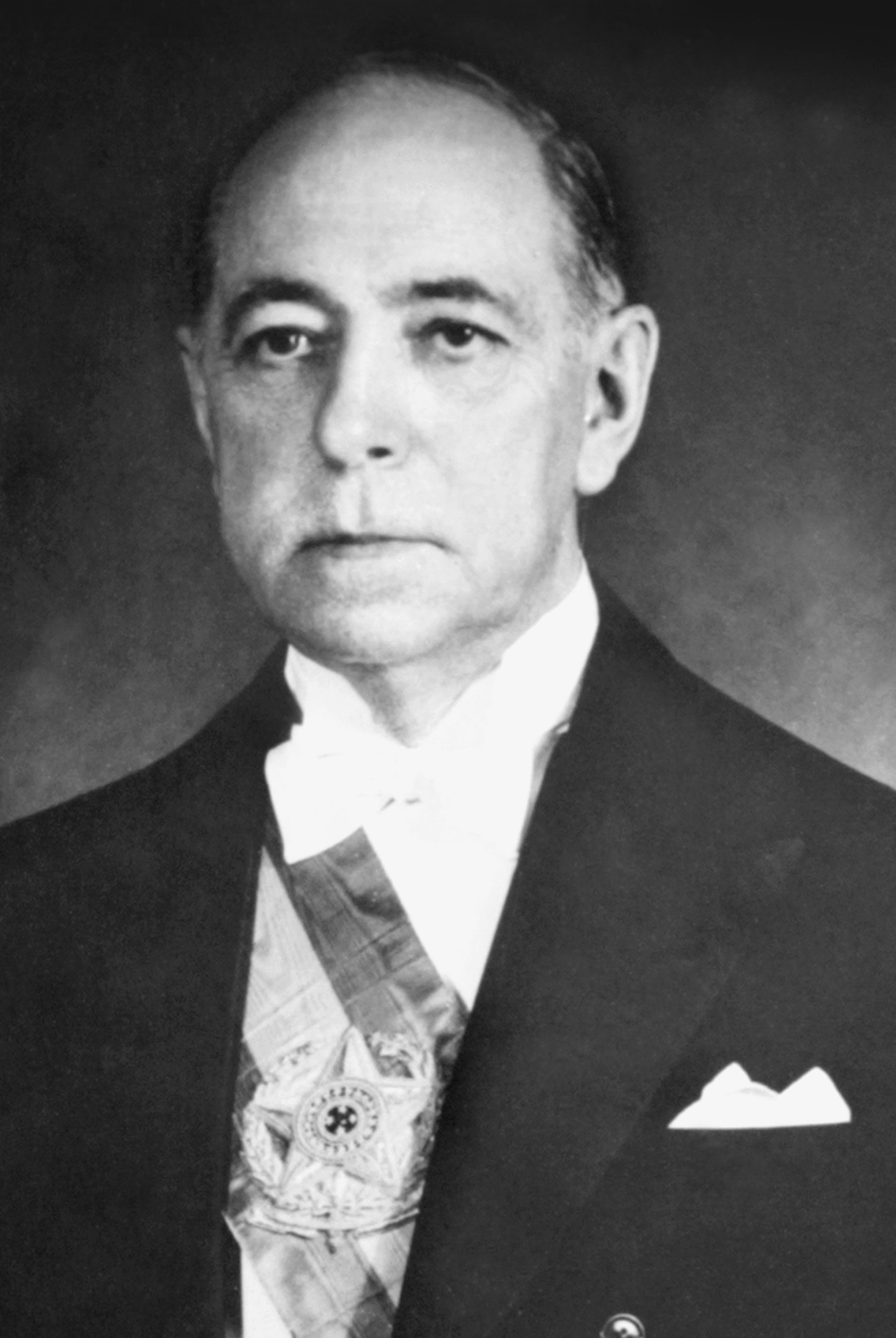
20thNereu Ramos1955–1956
21stJuscelino Kubitschek1956–1961
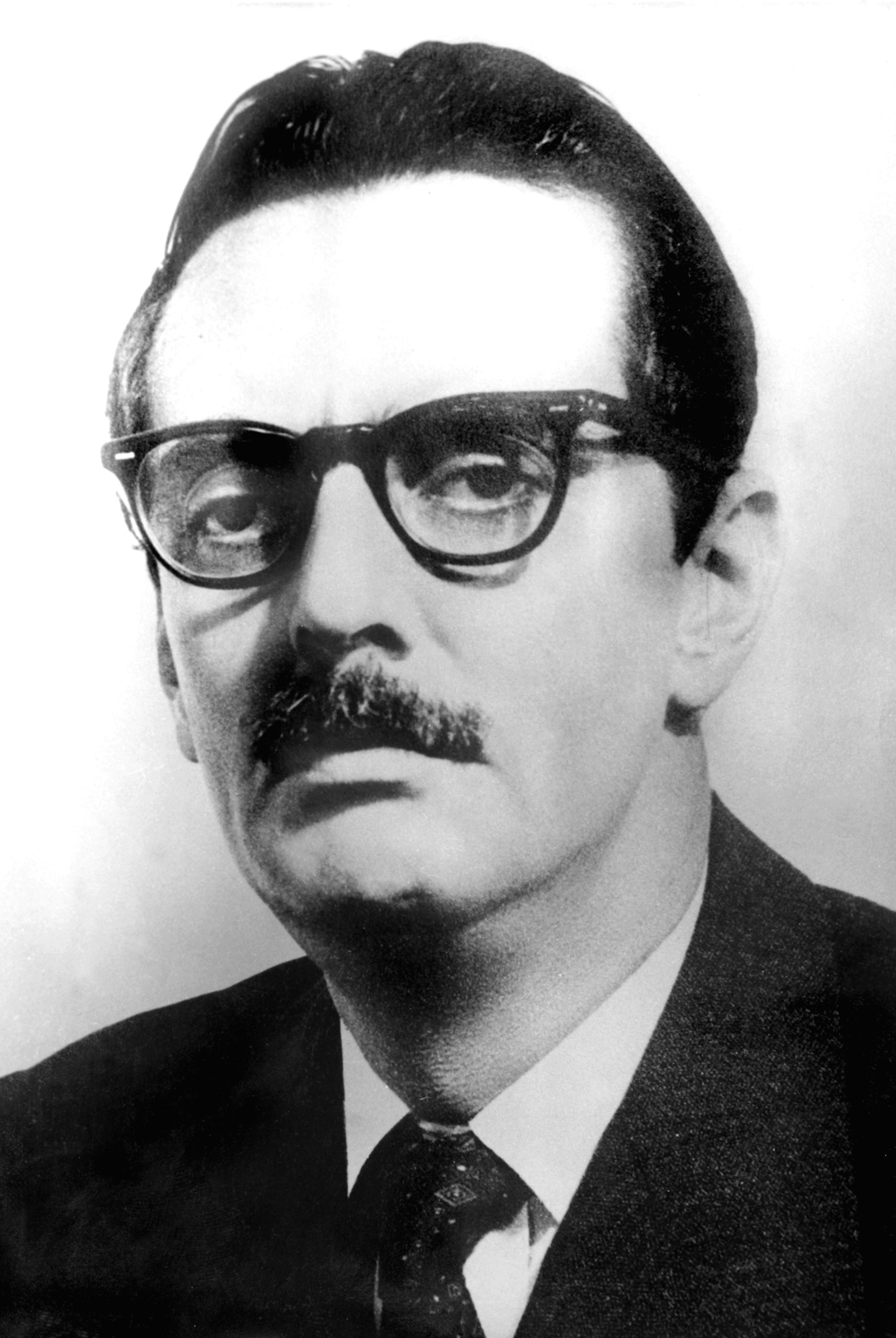
22ndJânio Quadros1961
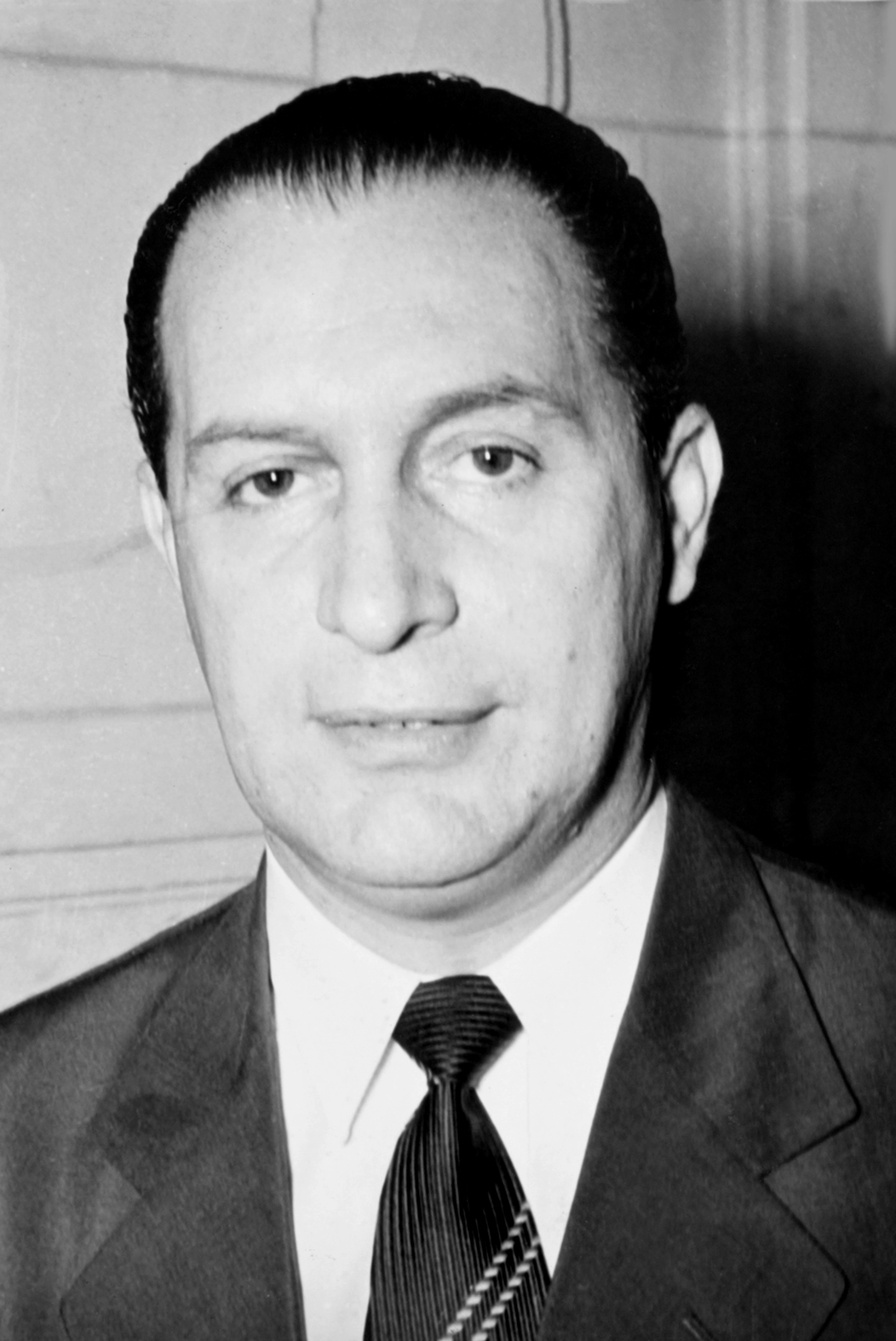
23rdRanieri Mazzilli1961
24thJoão Goulart1961–1964
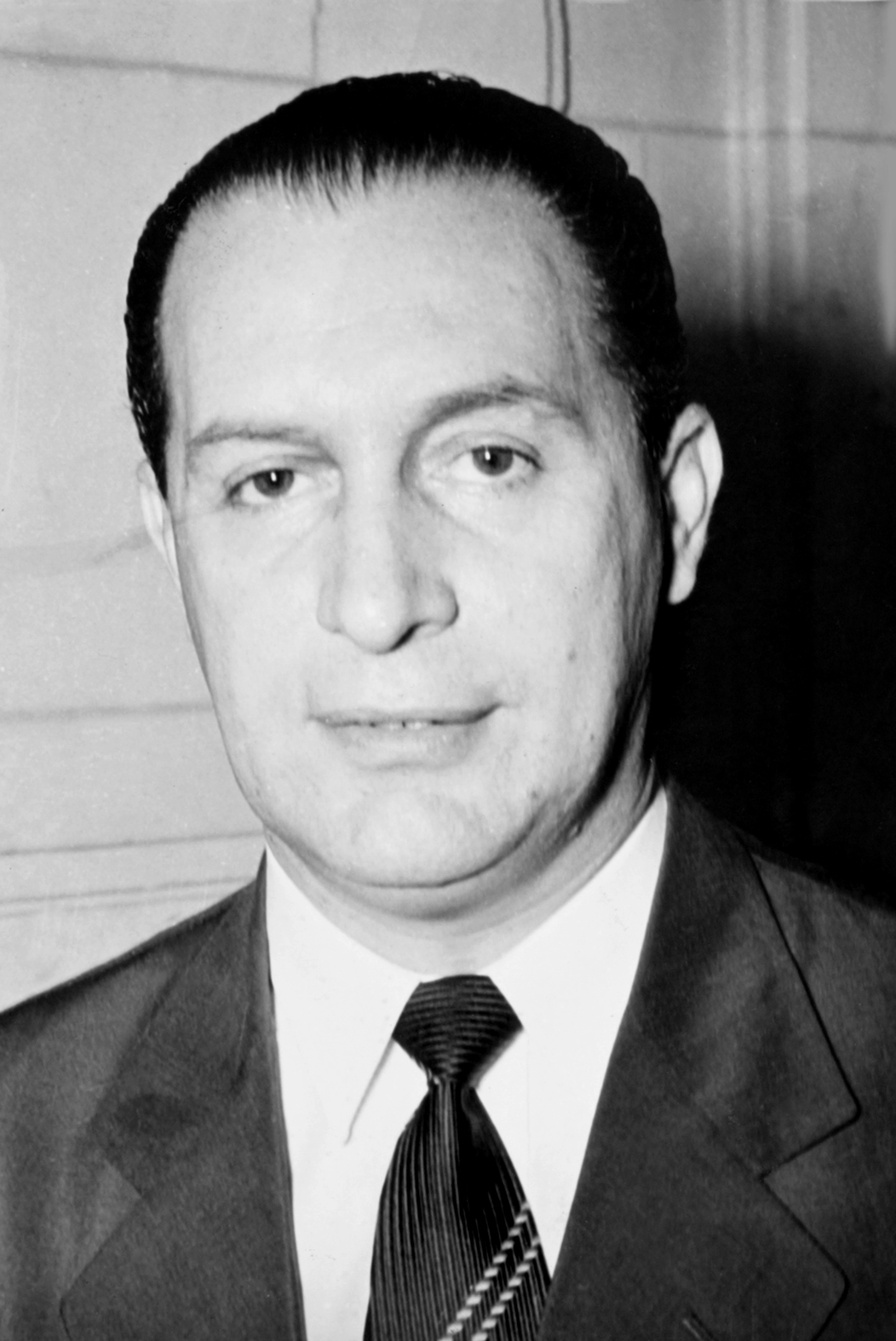
25thRanieri Mazzilli1964
26thCastelo Branco1964–1967
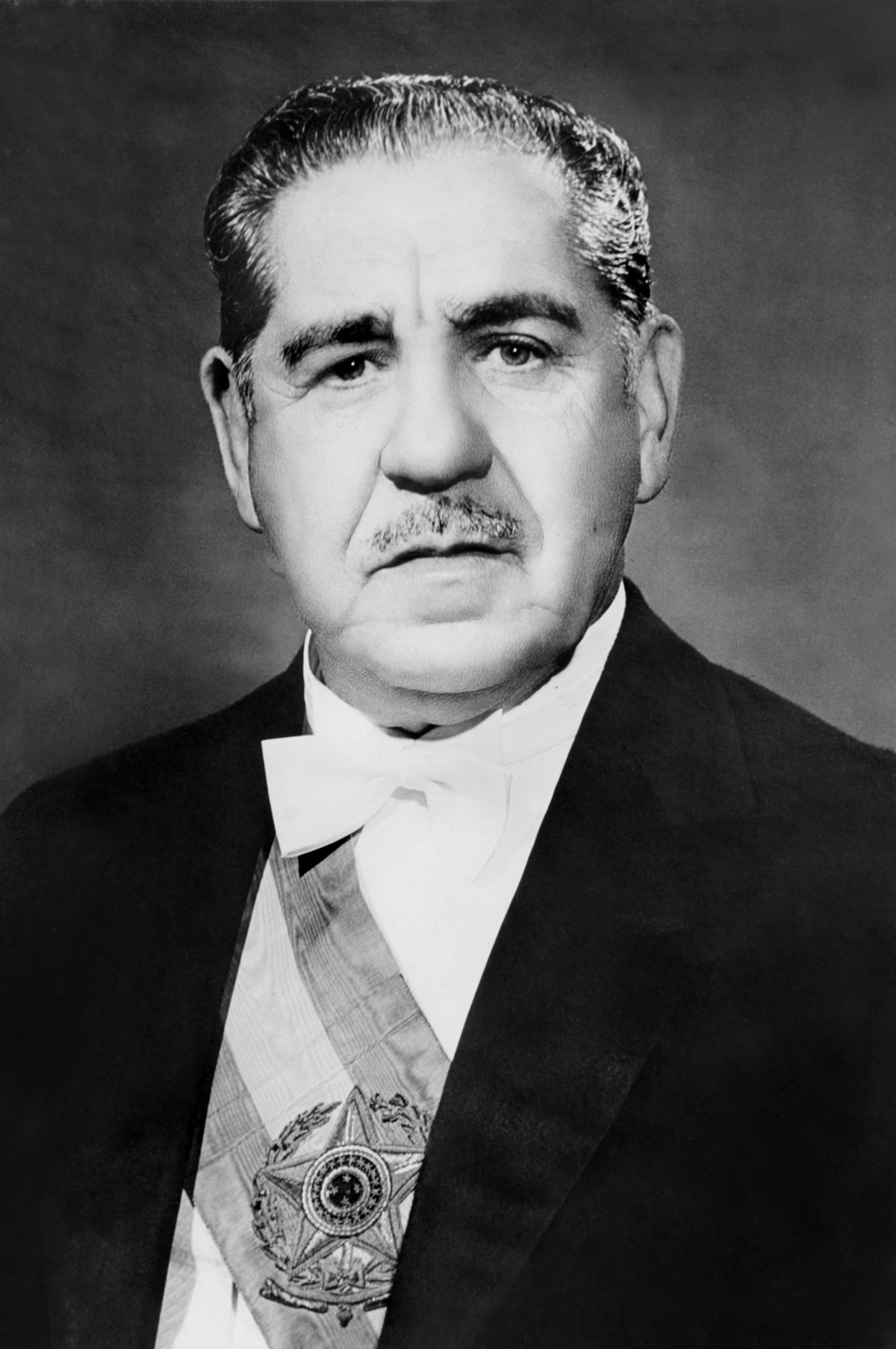
27thArtur da Costa e Silva1967–1969
28thEmílio Garrastazu Médici1969–1974
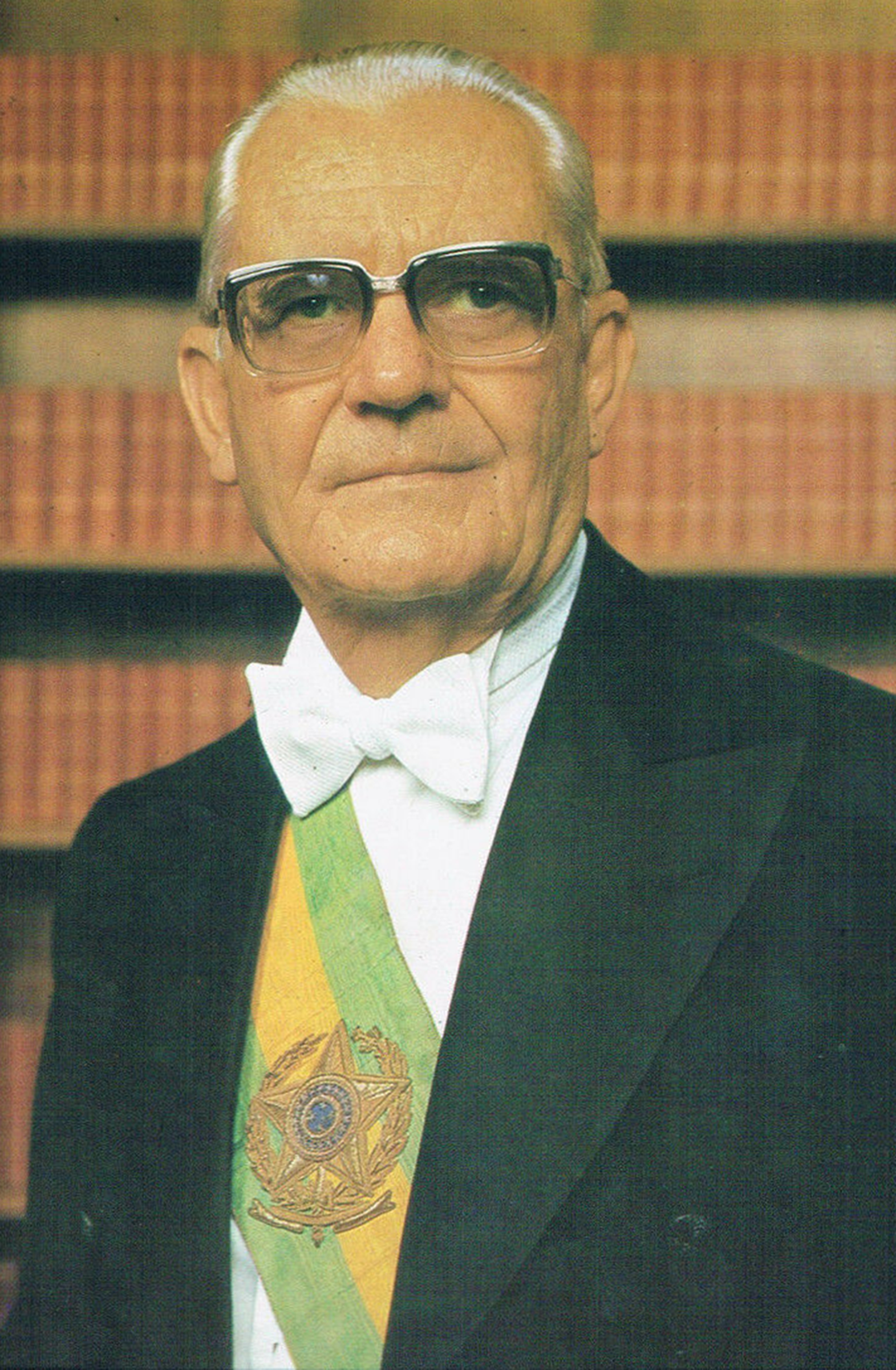
29thErnesto Geisel1974–1979
30thJoão Figueiredo1979–1985
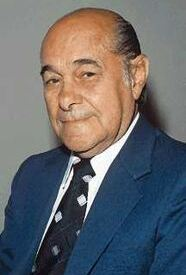
– Tancredo Neves Chết trước khi nhậm chức
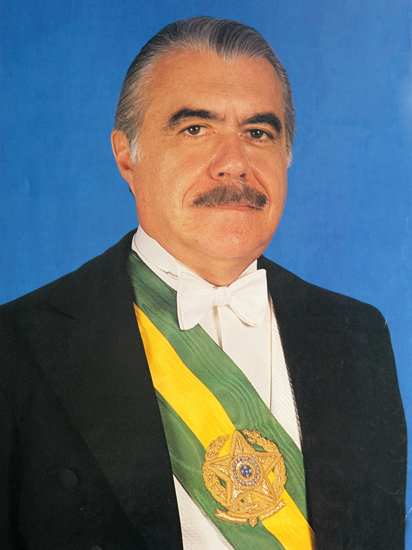
31st José Sarney 1985–1990
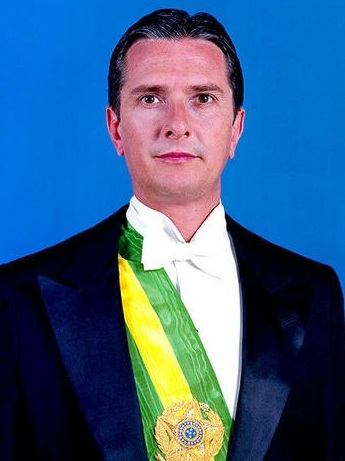
32nd Fernando Collor de Mello 1990–1992
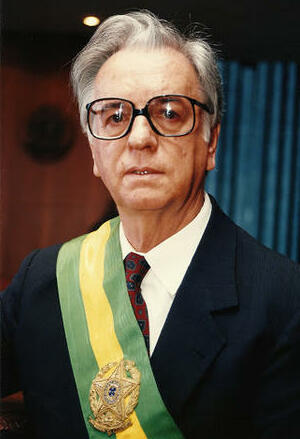
33rd Itamar Franco 1992–1994
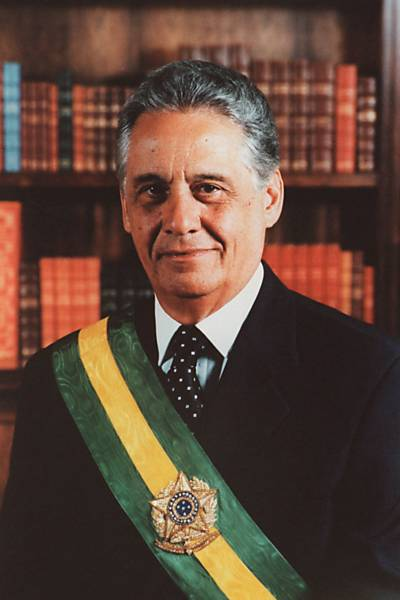
34th Fernando Henrique Cardoso 1995–2002
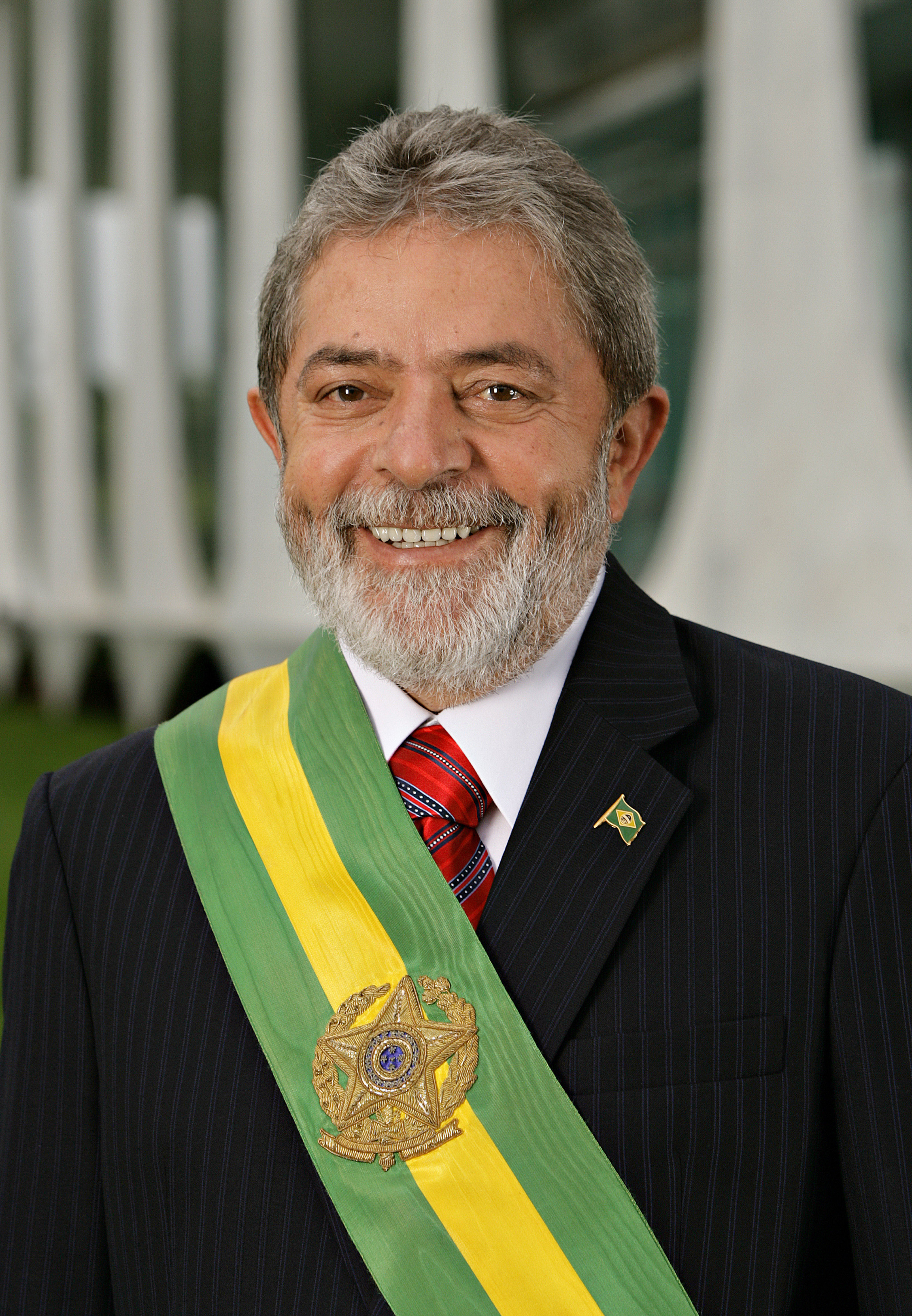
35th Luiz Inácio Lula da Silva 2003–2010
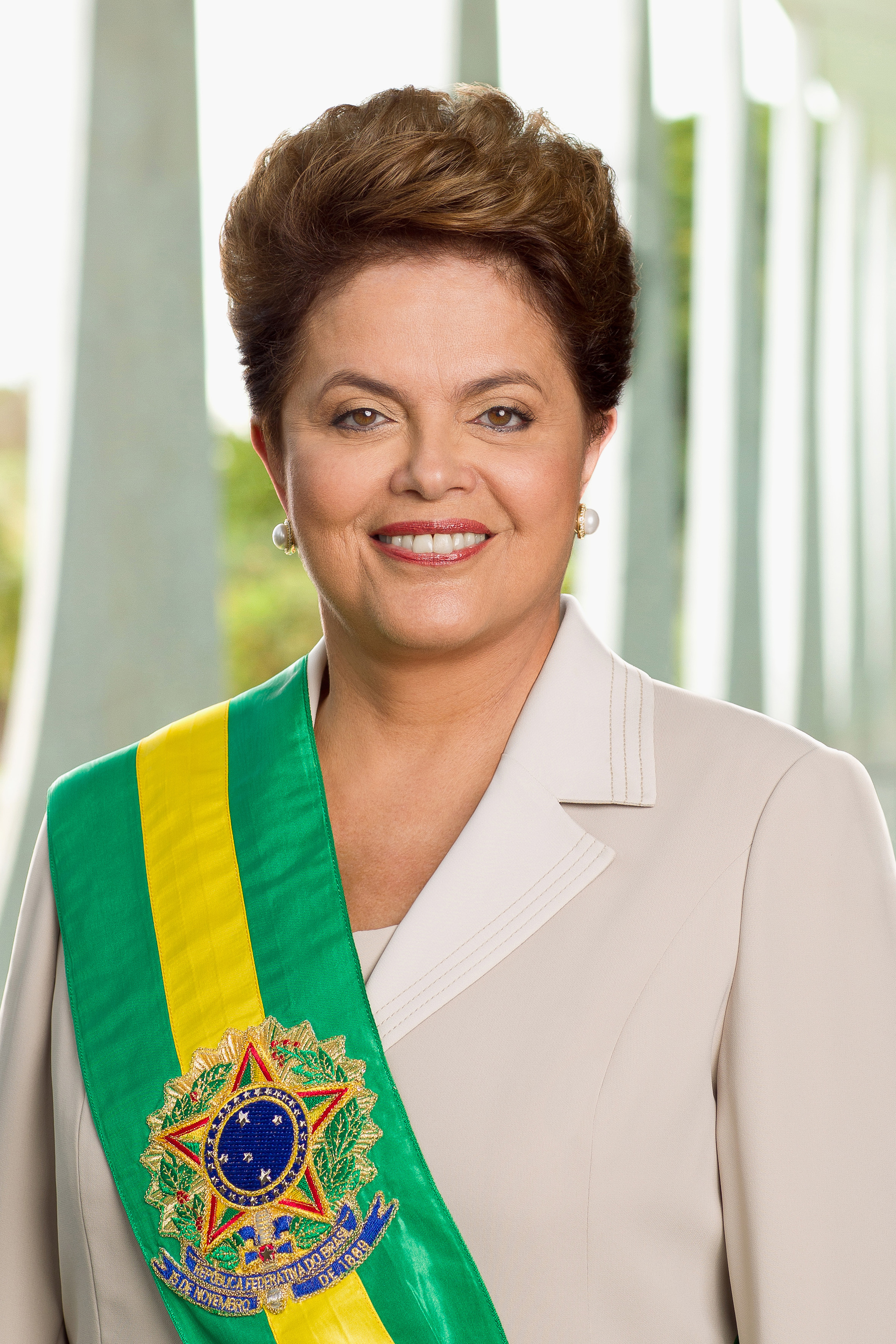
36th Dilma Rousseff 2011–2016
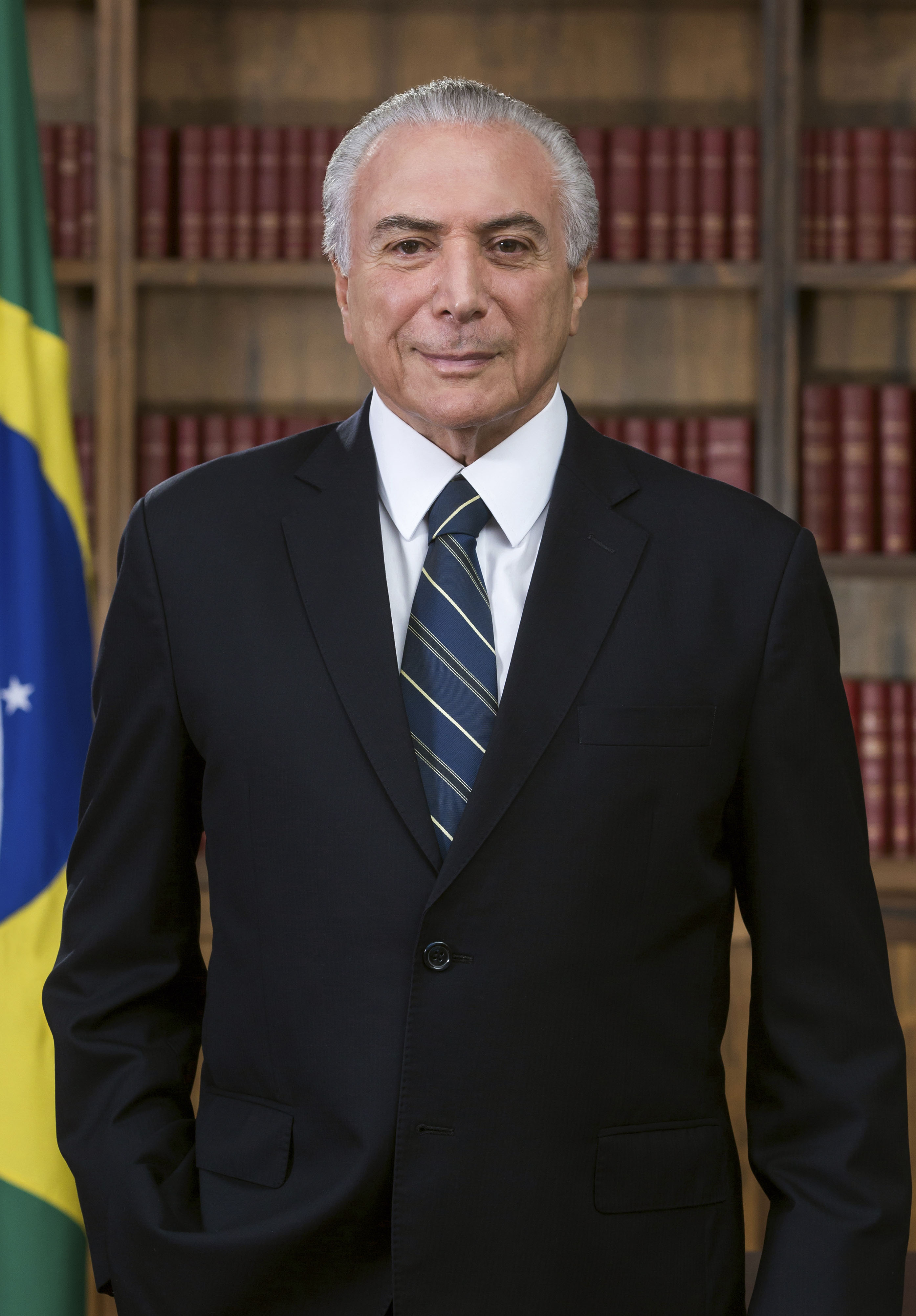
37th Michel Temer 2016–2018
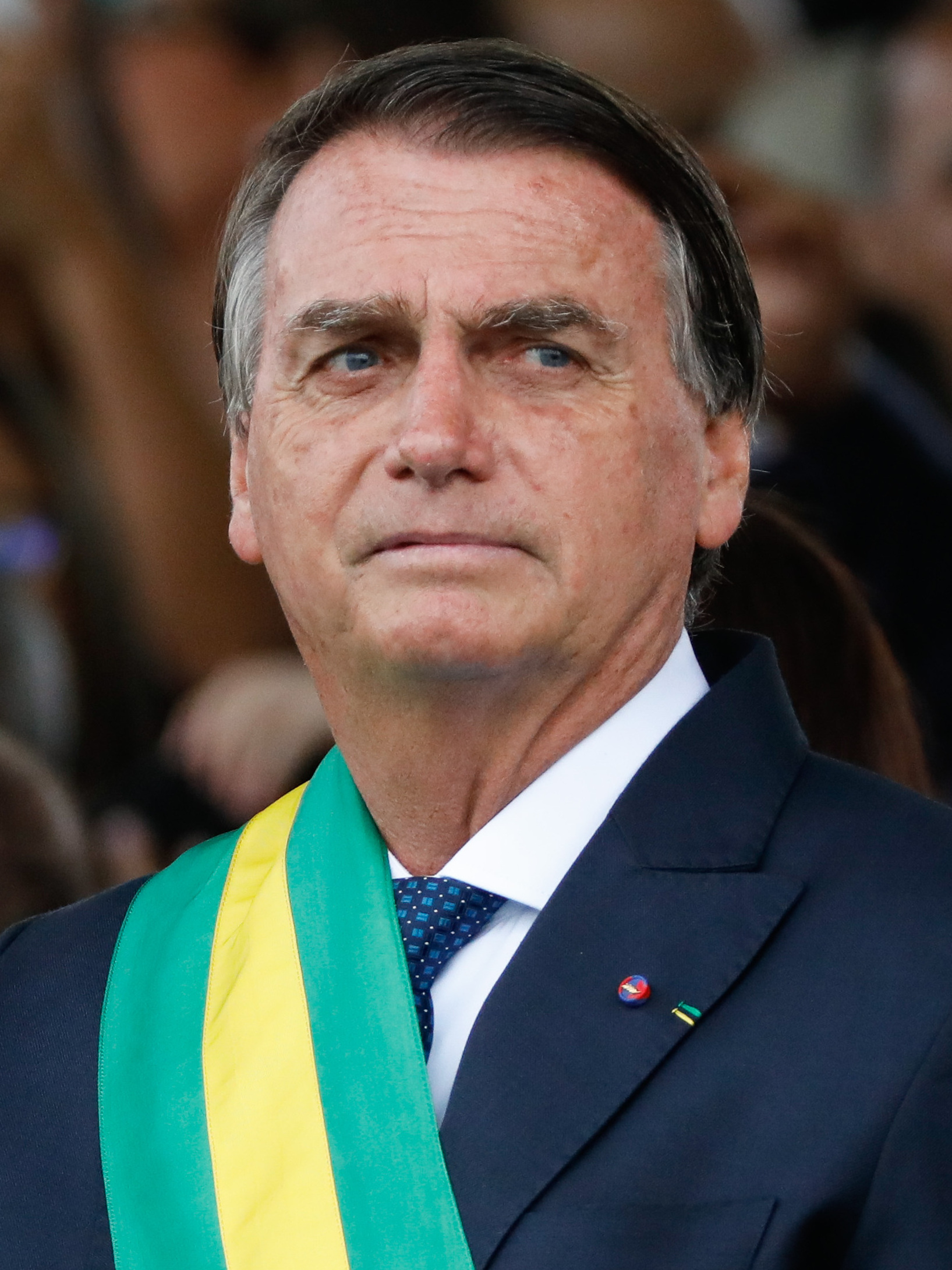
38th Jair Bolsonaro 2019–2022
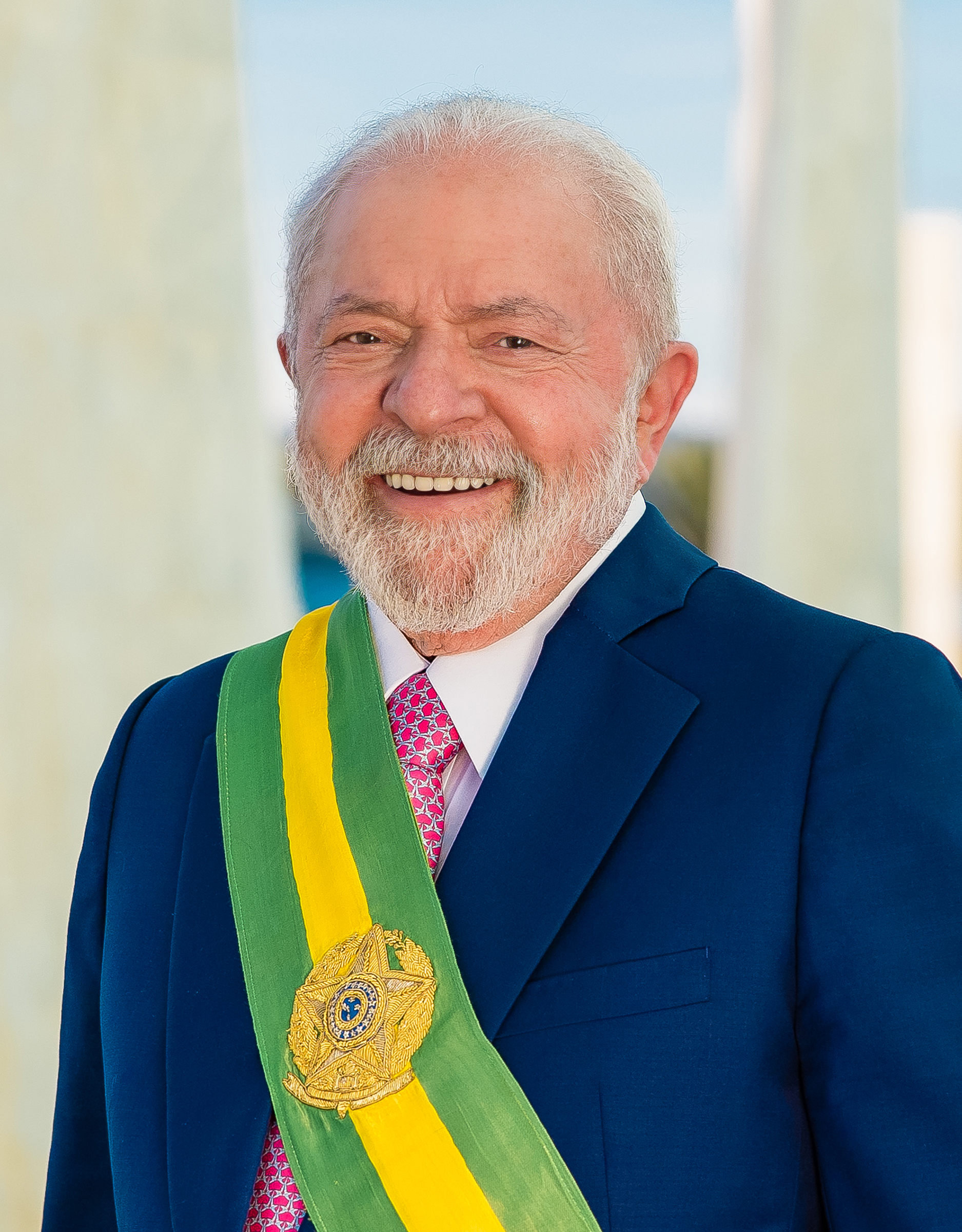
39th Luiz Inácio Lula da Silva 2023–nay